# Ludwigslust
Ludwigslust [luːtvɪçsˈlʊst] ist eine Stadt im Landkreis Ludwigslust-Parchim in Mecklenburg-Vorpommern. Sie ist Verwaltungssitz des Amtes Ludwigslust-Land, selbst aber amtsfrei. Die Stadt ist eines der 18 Mittelzentren des Landes und liegt in der Metropolregion Hamburg.
Einzigartig in Norddeutschland ist das Ensemble rund um das klassizistische Schloss Ludwigslust der Herzöge Mecklenburg-Schwerins, das auch als „Versailles des Nordens“ bezeichnet wird, sowie die darum angelegte Residenzstadt mit vielen Baudenkmälern.

## Geografie

### Geografische Lage
Ludwigslust liegt im westlichen Mecklenburg am Ludwigsluster Kanal, einer künstlichen Wasserverbindung zwischen Störkanal und Rögnitz, 35 Kilometer südlich der Landeshauptstadt Schwerin und am östlichen Rande der Griesen Gegend. Das Gebiet der Stadt wird von einem 550 Hektar großen Laubwald im Westteil, Wiesen im Südwesten und ausgedehnten Obstplantagen im Nordosten und Osten geprägt. Am nordöstlichen Stadtrand gibt es einen Nadelwald von 170 Hektar und auch der südwestliche Stadtbereich um die B 5/B 191 ist von ausgedehntem Nadelwald bewachsen, von dem sich auf dem Stadtgebiet 370 Hektar befinden. Der tiefste Punkt des Stadtgebietes mit 22 m ü. NN liegt in den Wiesen in der Nähe des Ortsteils Hornkaten, der höchste mit 64 m ü. NN an der B 5 westlich des Ortsteils Kummer.

### Stadtgliederung
Das Gemeindegebiet besteht neben dem Stadtgebiet von Ludwigslust aus den Ortsteilen Glaisin, Hornkaten, Kummer, Niendorf/Weselsdorf und Techentin.
Weiterhin existieren die sonstigen Siedlungen und Wohnplätze Katenstück, Jägerhof, Weselsdorf, Alte Ziegelei, Drusenhorst, Forsthaus, Georgenhof, Lindenkrug (ehemals zu Kummer), Mäthus (ehemals zu Kummer) und Niendorf.

## Geschichte
Ludwigslust ist eine sehr junge Stadt, deren Geschichte eng mit dem Schloss Ludwigslust verknüpft ist. Die Stadt entstand aus dem Ort Klenow.

### Dorf Klenow und sein Name
Bereits 1333 wird das Gut Klenow in einer Urkunde erwähnt. Das Gut befand sich in der Gegend des heutigen Schlossplatzes. Im Ludwigsluster Tageblatt von 1919 stand eine Notiz, „… dass schon im Jahre 1294 in einer lateinischen Urkunde der Ritter Hermanus de Klenow als Zeuge für eine Schenkungsurkunde benannt wird.“ Das Dorf Klenow entstand dann ab dem 16. Jahrhundert. Das Gut Klenow wurde 1616 an die mecklenburgischen Landesherren verkauft. Der Ort war nach dem Dreißigjährigen Krieg wüst.
Die Schreibweise des Ortsnamens wandelte sich mit der Zeit, 1333 nannte man den Ort villa Clonow, 1344 Klenow, 1399 Clenowe, 1422 Klene, 1438 Cleynow, 1534 Klenow und Kleynow, 1541/42 Kleyow, 1561 Kleinow und Klenow, 1603 Kleinow, 1637 und 1844 war die häufigste Bezeichnung Klenow.

### Ludwigslust als Residenz

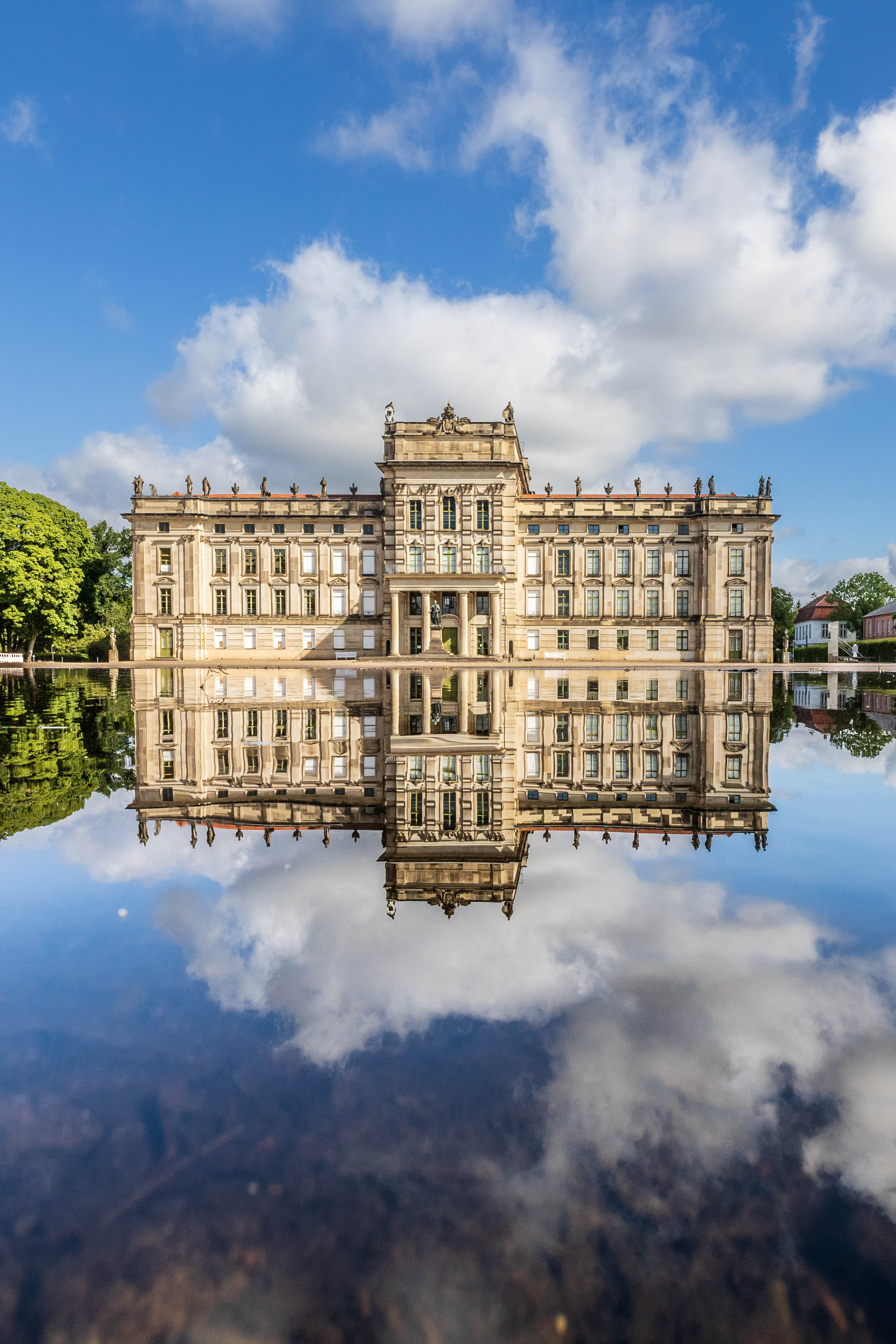
Barockschloss Ludwigslust

Prinz Christian Ludwig ließ an der Stelle des Orts Klenow durch den Hofbaumeister Johann Friedrich Künnecke von 1731 bis 1735 ein einfaches Jagdschloss in Fachwerk erbauen. 1747 folgte Christian Ludwig seinem Bruder Karl Leopold als regierender Herzog im (Teil-)Herzogtum Mecklenburg-Schwerin. 1754 erhielt der Ort Klenow auf Weisung des Herzogs Christian Ludwig den Namen Ludwigslust. Zwei Jahre später verstarb dieser, und sein Nachfolger, Herzog Friedrich (der Fromme), begann, Residenz und Hofhaltung aus Schwerin hierher zu verlegen. Die endgültige Verlegung des Hofes begann 1763 und war 1765 abgeschlossen, die Regierungsbehörden waren jedoch in Schwerin verblieben. Danach setzte rege Bautätigkeit ein, nach wohldurchdachten Plänen entstand die Hauptresidenz von Mecklenburg-Schwerin. Nordwestlich des Schlosses entstand schrittweise einer der größten Landschaftsparks Norddeutschlands.

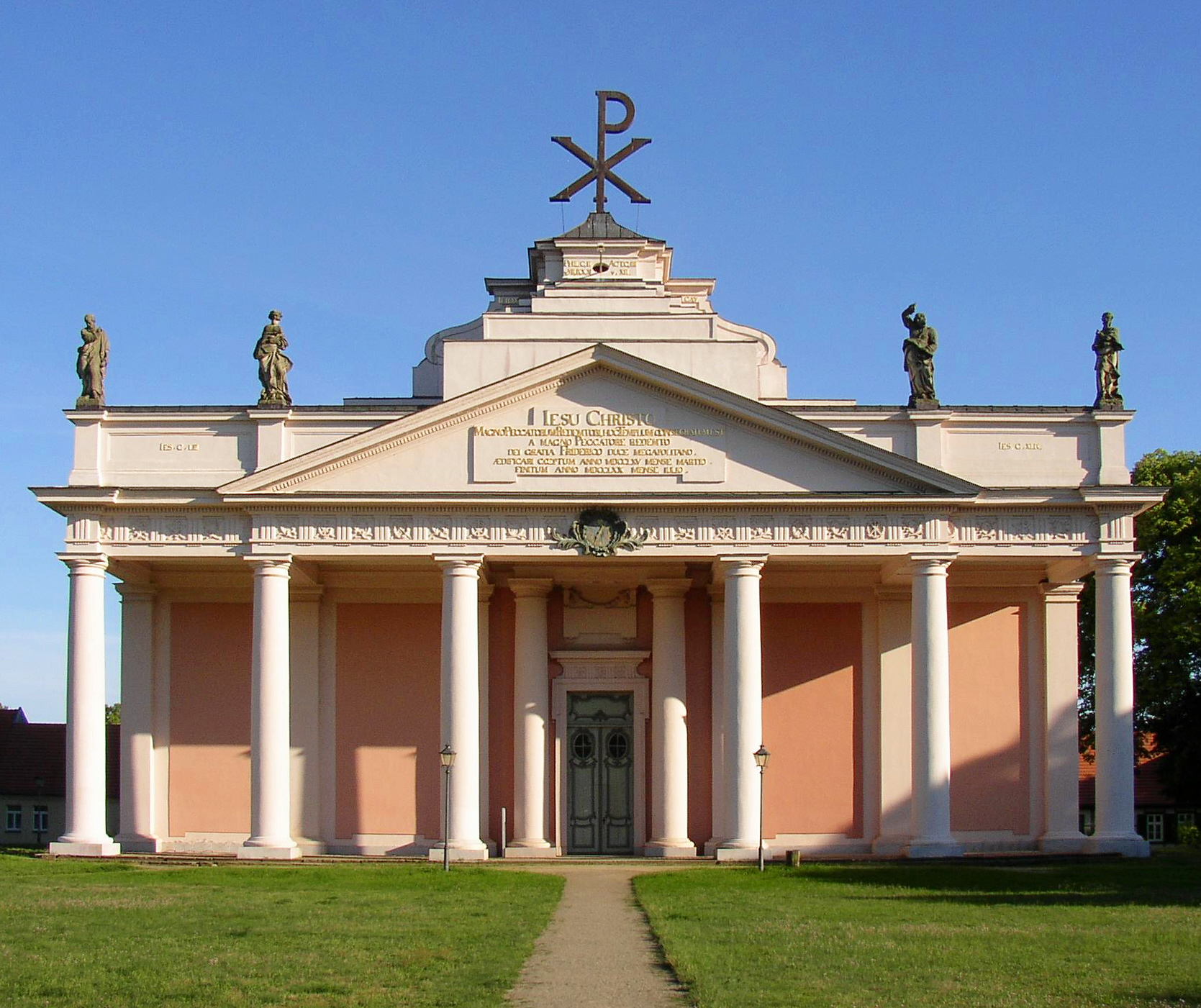
Stadtkirche (ehemalige Hofkirche)

1765 begann Baumeister Johann Joachim Busch mit dem Bau der Hofkirche (fertiggestellt 1770, heute Stadtkirche) und setzte den Ausbau zur Residenz mit dem barocken Schloss fort, an dem von 1772 bis 1776 gebaut wurde. Um das Schloss herum entstanden am heutigen Schlossplatz, am Kirchenplatz sowie in der Schloßstraße Häuser für das Personal. 1789 wurde der Komponist Johannes Matthias Sperger erster Kontrabassist der Hofkapelle.
Bereits Ende des 18. Jahrhunderts waren Juden im Ort ansässig, denn sie errichteten um diese Zeit ihren Jüdischen Friedhof, der nach dem Novemberpogromen 1938 von den NS-Behörden geschändet und vernichtet wurde.
1804 begann Baumeister Johann Christoph Heinrich von Seydewitz mit dem Bau der katholischen Kirche (heute St. Helena) auf einer Insel im Schlosspark. Sie wurde 1808 unter dem Baumeister Johann Georg Barca vollendet. 1837 verlegte Herzog Paul Friedrich die Residenz des inzwischen zum Großherzogtum erhobenen Landesteils zurück nach Schwerin.

### Militärgeschichte 1837 bis 1992
1837 wurde die 2. Eskadron unter Rittmeister Bernhard von Schack von Grabow nach Ludwigslust verlegt und in der Kaserne Louisenstraße untergebracht. 1838 wurden die Mecklenburg-Schweriner Dragoner unter Führung von Generalmajor Ernst von Pentz ins östlich vom Zentrum gelegene Garnisonsgelände verlegt. 1841 wurde das Regiment auf vier Eskadrone erweitert und umfasste 19 Offiziere, 4 Ärzte, 40 Unteroffiziere, 13 Trompeter, 280 Dragoner und 313 Pferde, dazu noch der Quartiermeister, der Sattler und der Schmied. Quartier bezog man in den Kasernen und Häusern der Louisen-, Nummern-, Sand- und Mauerstraße sowie im Marstall. Neue Kasernen, neue Kantinen, neue Häuser und neue Stallungen entstanden. Später folgten unter anderem eine Schwimmanstalt am Kanal und drei Reitbahnen.
1848 wurde die Hälfte des Regiments im Krieg zwischen Schleswig-Holstein und Dänemark eingesetzt. 1866 kämpfte das Mecklenburger Militär im Deutschen Krieg auf Preußens Seite. Es hieß ab 1867 1. Großherzoglich Mecklenburgisches Dragoner-Regiment Nr. 17 und hatte fünf Eskadronen. 1870/71 kämpfte die Truppe im Deutsch-Französischen Krieg. 1914 war sie zunächst im Westen und ab 1915 an der Ostfront (Erster Weltkrieg) eingesetzt. 1919 wurde das Regiment aufgelöst. Die Reste gingen im 14. Reiter-Regiment der Reichswehr auf. 1929 und 1939 wurden neue Kasernen und Stallungen gebaut. Im Zweiten Weltkrieg wurde die Reiterei zu einem Bataillon der Militärischen Aufklärung mit diversen Einsatzorten.
Am 1. Mai 1945 machten die 7th Armored Division, die 8th Infantry Division und die 82nd Airborne Division das Schloss Ludwigslust zum Hauptquartier. Kurt von Tippelskirch, stellvertretender Oberkommandierender der Heeresgruppe Weichsel, kapitulierte dort am 2. Mai.
Später wurde Ludwigslust bis 1992 Garnison der Gruppe der Sowjetischen Streitkräfte in Deutschland mit Pionieren und einer Mot-Schützen-Division. Nach dem Zwei-plus-Vier-Vertrag und der Wiedervereinigung zogen das 240. Mot. Schützenregiment und das 221. Panzerregiment ab. Das 34 Hektar große Kasernengelände wurde zwischen 1995 und 2006 mit Wohnungen, Einkaufszentrum, Büros, Gaststätten, Stadthalle, Gymnasium, Ämtern und Freizeiteinrichtungen für zivile Zwecke umgenutzt.

### Neuere Geschichte
1826 wurde die Landstraße, die heutige B 5, eröffnet und von 1844 bis 1846 entstand die Bahnlinie Hamburg–Berlin; Ludwigslust erhielt seinen Bahnhof. 1834 wurde durch die 1795 gegründete „Klubgesellschaft Sozietät“ das Schauspielhaus auf der Bleiche erstellt. 1879 übernahm die Schauspielhaus AG, 1914 die Stadt und 1921 der Kunstverein das Theater. 1947 brannte das Haus vollständig nieder. 1851 wurde das Diakonissen- und Krankenhaus Stift Bethlehem gegründet. Erst 1876 erhielt Ludwigslust mit immerhin schon 6000 Einwohnern das Stadtrecht verliehen. Und 1880 schließlich erlangte es als Landstadt in Mecklenburg Landstandschaft und war bis 1918 als Teil der Städte des Mecklenburgischen Kreises auf Landtagen der seit 1523 vereinten Stände vertreten.
Während der Weimarer Republik wurde die Stadt weiter vergrößert und verdichtet. In Richtung Süden wuchs sie über die Stadtgrenzen hinaus mit dem Ort Techentin zusammen und nach Norden entwickelten sich Wohngebiete bis zur Bahntrasse und später darüber hinaus. Auch westlich wuchs das Wohngebiet bis in den Park hinein. In der Zeit des Nationalsozialismus entstanden auf dem Gelände zwischen Stadtmauer und Bahn die Wehrmachtskasernen. Das Schloss verblieb bis zum Ende des Zweiten Weltkrieges im Besitz der herzoglichen Familie.

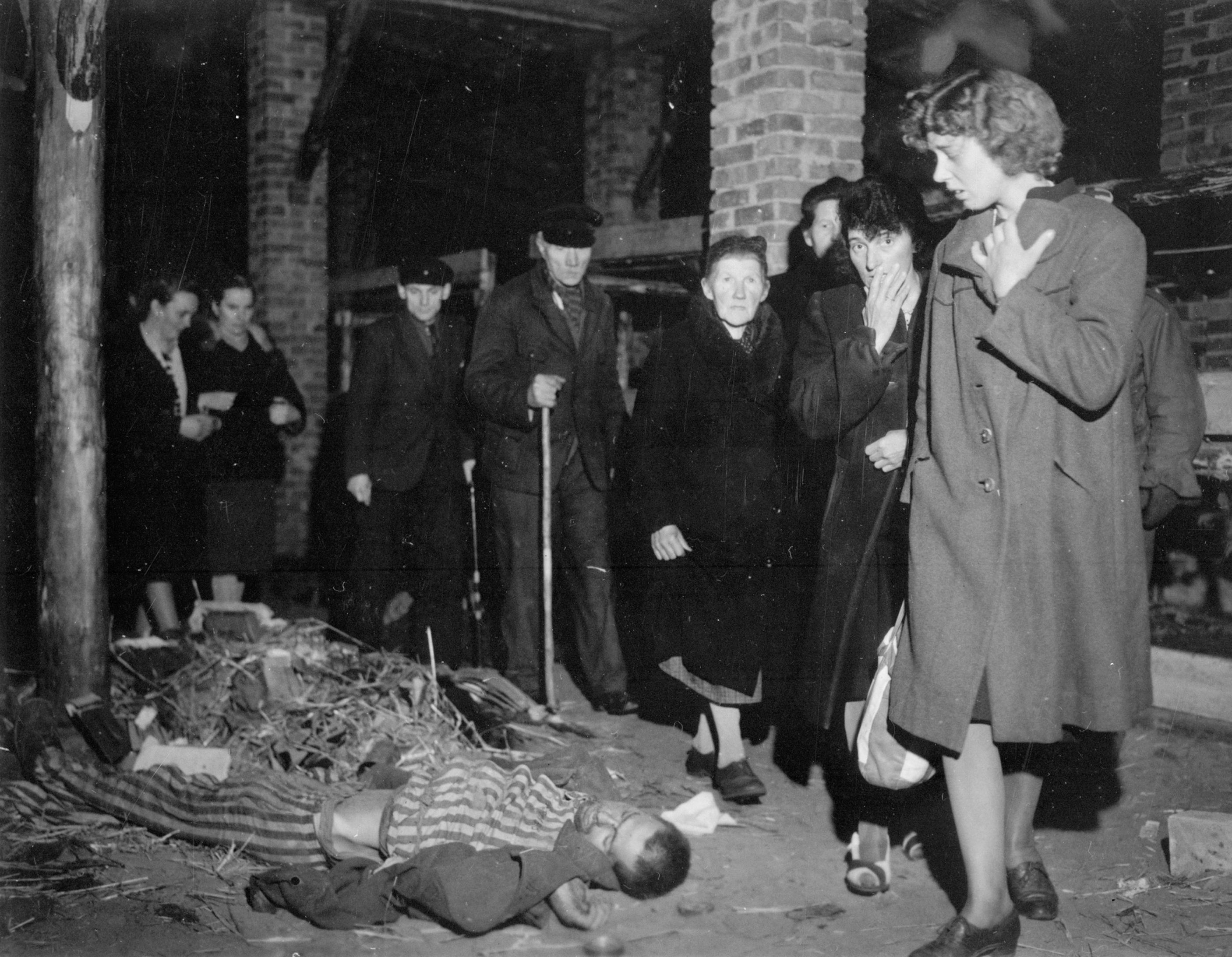
Ludwigsluster Bürger werden am 6. Mai 1945 durch das ehemalige Konzentrationslager geführt

1945 entstand in zwei Kilometern Entfernung vom Stadtzentrum das Konzentrationslager Wöbbelin als Außenlager des KZ Hamburg-Neuengamme. Nach der Befreiung des Lagers durch amerikanische Truppen am 2. Mai 1945 wurden viele Opfer dieses Lagers aus Massengräbern in ihre letzte Ruhestätte am Bassinplatz im Zentrum der Stadt umgebettet. Die Mahn- und Gedenkstätten Wöbbelin widmen sich der Aufarbeitung der Geschichte dieses Lagers.
1945 erlebte Ludwigslust zweimal Bombardements durch die 8. US-Luftflotte. Am 22. Februar griffen 48 viermotorige Boeing B-17 „Fliegende Festungen“ mit 136 Tonnen Sprengbomben das Bahnhofsgelände an, getroffen wurden jedoch besonders benachbarte Wohnhäuser. Etwa 200 Zivilisten starben, 145 wurden auf einem Gräberfeld auf dem Ludwigsluster Friedhof beigesetzt (ein Drittel von ihnen Kinder und fast die Hälfte Frauen). Die Anlage ist als Gedenkort gestaltet. Am 18. März folgte ein leichterer Angriff von drei B-17-Bombern.
Ludwigslust war im Land Mecklenburg-Schwerin Sitz des Amtes Ludwigslust und wurde kurz vor der Vereinigung von Mecklenburg-Schwerin und Mecklenburg-Strelitz 1933 Kreisstadt des Landkreises Ludwigslust. Im Zuge der Auflösung der Länder 1952 wurde Ludwigslust Kreisstadt des Kreises Ludwigslust im Bezirk Schwerin, der in seiner Form als Landkreis bis 1994 fortbestand, ab 1990 im wiedererrichteten Land Mecklenburg-Vorpommern. Ab etwa 1970 bis 1988 entstanden die neuen Wohngebiete Parkviertel mit 693 Wohnungen, an der Grabower und Schweriner Allee mit 702 Wohnungen, alle in der Plattenbauweise der DDR. Ab 1969 wurde die den Stadtkern entlastende, aber die Stadt zerschneidende östliche Tangente – zum Teil als Hochstraße – errichtet.
Nach der politischen Wende wurde ab 1991 der historische Stadtkern der Residenzstadt im Rahmen der Städtebauförderung gründlich saniert, ebenso seit 1995 das Plattenbaugebiet Parkviertel (Stadtumbau). Von 1995 bis 2006 wurde auch das neben dem Zentrum liegende 34 Hektar große Gebiet der ehemaligen Garnison an der Käthe-Kollwitz-Straße als Konversionsmaßnahme städtebaulich erschlossen und aufgewertet.
Mit der Kreisgebietsreform im Jahr 1994 wurde Ludwigslust Sitz des neuen Landkreises Ludwigslust. Dieser ging mit der Kreisgebietsreform 2011 am 4. September im Landkreis Ludwigslust-Parchim mit dem Kreissitz Parchim auf.
Am 15. Mai 2019 erklärte die Stadtvertretung für Ludwigslust als eine der ersten Städte Deutschlands den Klimanotstand. Infolgedessen wollen die Stadtvertreter den Klimawandel im Rahmen ihrer Möglichkeiten eindämmen und bei jeder ihrer Entscheidungen den Klimaschutz sowie den Umwelt- und Artenschutz berücksichtigen. Außerdem sollen klimafreundliche Lösungen bevorzugt werden.

### Eingemeindungen
Niendorf wurde am 1. April 1969 eingemeindet. Techentin kam am 1. Oktober 1972 hinzu. Hornkaten folgte am 1. Juli 1973. Am 1. Januar 2005 wurden Glaisin und Kummer eingemeindet.

## Bevölkerung
| Jahr | Einwohner |
| ---- | --------- |
| 1703 | 0085      |
| 1793 | 1.500     |
| 1850 | 5.435     |
| 1876 | 6.005     |
| 1890 | 6.500     |
| 1900 | 6.640     |
| 1910 | 6.911     |
| 1925 | 7.179     |
| 1933 | 8.005     |

| Jahr | Einwohner |
| ---- | --------- |
| 1945 | 22.000    |
| 1957 | 12.148    |
| 1962 | 11.800    |
| 1984 | 13.000    |
| 1989 | 13.176    |

| Jahr | Einwohner |
| ---- | --------- |
| 1990 | 12.897    |
| 1995 | 12.749    |
| 2000 | 12.506    |
| 2005 | 12.907    |
| 2010 | 12.319    |
| 2015 | 12.255    |
| 2020 | 11.959    |

| Jahr | Einwohner |
| ---- | --------- |
| 2021 | 12.070    |
| 2022 | 12.270    |
| 2023 | 12.420    |

ab 1990: Stand: 31. Dezember des jeweiligen Jahres
Der Anstieg der Einwohnerzahl 2005 ist auf die Eingemeindung von Glaisin und Kummer zurückzuführen.

## Politik

### Stadtvertretung
Die Stadtvertretung von Ludwigslust besteht entsprechend der Einwohnerzahl der Stadt aus 25 Mitgliedern. Die Kommunalwahl am 9. Juni 2024 führte bei einer Wahlbeteiligung von 58,8 % zu folgendem Ergebnis:
| Partei / Wählergruppe                   | Stimmenanteil 2019 | Sitze 2019 |  | Stimmenanteil 2024 | Sitze 2024 |
| --------------------------------------- | ------------------ | ---------- |  | ------------------ | ---------- |
| Alternative für Ludwigslust (AfL)       | .                  | 5          |  | 21,2 %             | 5          |
| CDU                                     | 16,7 %             | 4          |  | 17,3 %             | 4          |
| AfD                                     | –                  | –          |  | 14,0 %             | 1          |
| SPD                                     | 10,3 %             | 3          |  | 10,8 %             | 3          |
| Die Linke                               | 16,5 %             | 4          |  | 09,2 %             | 2          |
| Bürger-Forum Ludwigslust (BFL)          | .                  | 3          |  | 08,0 %             | 2          |
| Aufbruch Ludwigslust                    | .                  | 4          |  | 07,5 %             | 2          |
| Bündnis freier Wähler Ludwigslust (BfW) | .                  | 1          |  | 04,7 %             | 1          |
| Bündnis 90/Die Grünen                   | –                  | –          |  | 04,3 %             | 1          |
| Heimat und Identität                    | –                  | –          |  | 01,9 %             | 1          |
| Einzelbewerber Ringo Klitta             | –                  | –          |  | 01,1 %             | –          |
| FDP                                     | 04,2 %             | 1          |  | –                  | –          |
| Insgesamt                               | 100 %              | 25         |  | 100 %              | 22         |

Bei der Wahl 2024 entfielen auf die AfD vier Sitze. Da sie nur einen Kandidaten aufgestellt hatte, bleiben in der Stadtvertretung drei Sitze unbesetzt.

### Bürgermeister
- 1990–2008: Hans-Jürgen Zimmermann
- 2008–2010: Petra Billerbeck[18]
- 2010–2024: Reinhard Mach[19]
- seit 2024: Stefan Pinnow

Pinnow wurde in der Bürgermeisterwahl am 26. November 2023 mit 52,2 % der gültigen Stimmen für eine Amtszeit von acht Jahren gewählt.

### Wappen

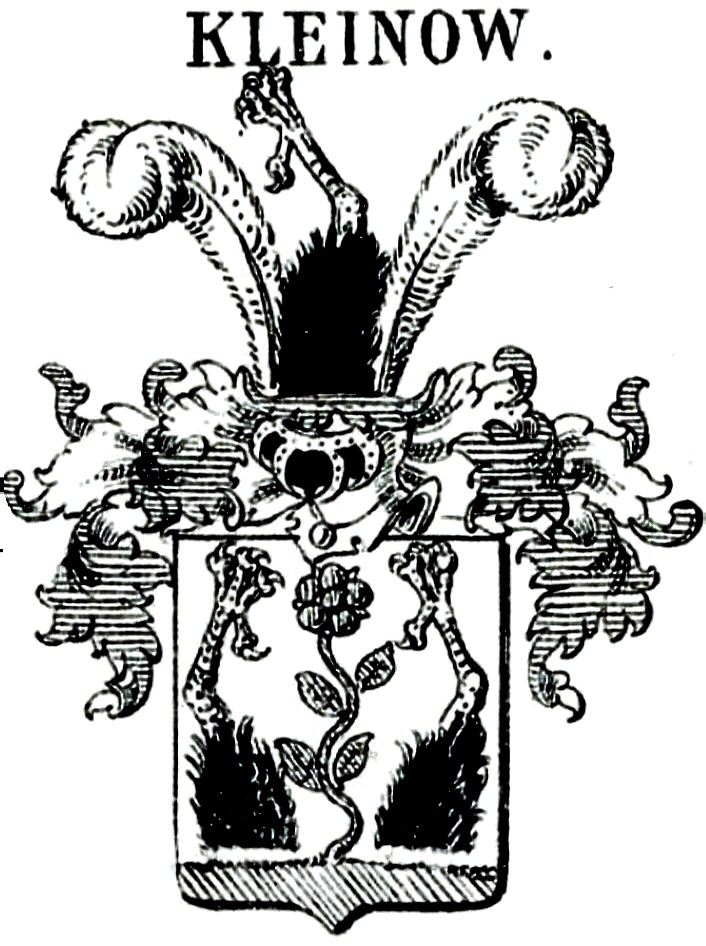
Wappen derer von Klenow (Kleinow), Verwandte derer von Hagenow, deren Gut Klenow Grundlage von Ludwigslust, und deren Wappen zur Hälfte Grundlage des heutigen Wappens von Ludwigslust ist

Das Wappen wurde am 16. Juni 1876 von Friedrich Franz II., Großherzog von Mecklenburg-Schwerin verliehen und unter der Nr. 53 der Wappenrolle von Mecklenburg-Vorpommern registriert.
Blasonierung: „Gespalten von Gold und Blau; vorn am Spalt ein halber hersehender, gold gekrönter schwarzer Stierkopf mit aufgerissenem Maul, silbernen Zähnen, ausgeschlagener roter Zunge, in Spitzen abgerissenem Halsfell und silbernen Hörnern; hinten in Blau am Spalt ein halber grüner Rosenstock mit einer halben roten Rose auf grünem Grund, begleitet: oben von einem silbernen Malteserkreuz, unten von einem aufgerichteten goldenen Adlerfang.“

### Flagge
Die Flagge der Stadt Ludwigslust zeigt zwei gleich breite Querstreifen, am Liek Blau, am fliegenden Ende Gold (Gelb). In der Mitte des Flaggentuchs liegt das Stadtwappen. Es nimmt zwei Drittel der Flaggenhöhe ein. Die Länge des Flaggentuchs verhält sich zur Höhe wie 5:3.

### Partnerstädte
- Ahrensburg in Deutschland, seit 1990
- Rajon Kamskoje Ustje in Russland, seit 1994[21]
- Muscatine in den Vereinigten Staaten, seit 2004

## Sehenswürdigkeiten und Kultur

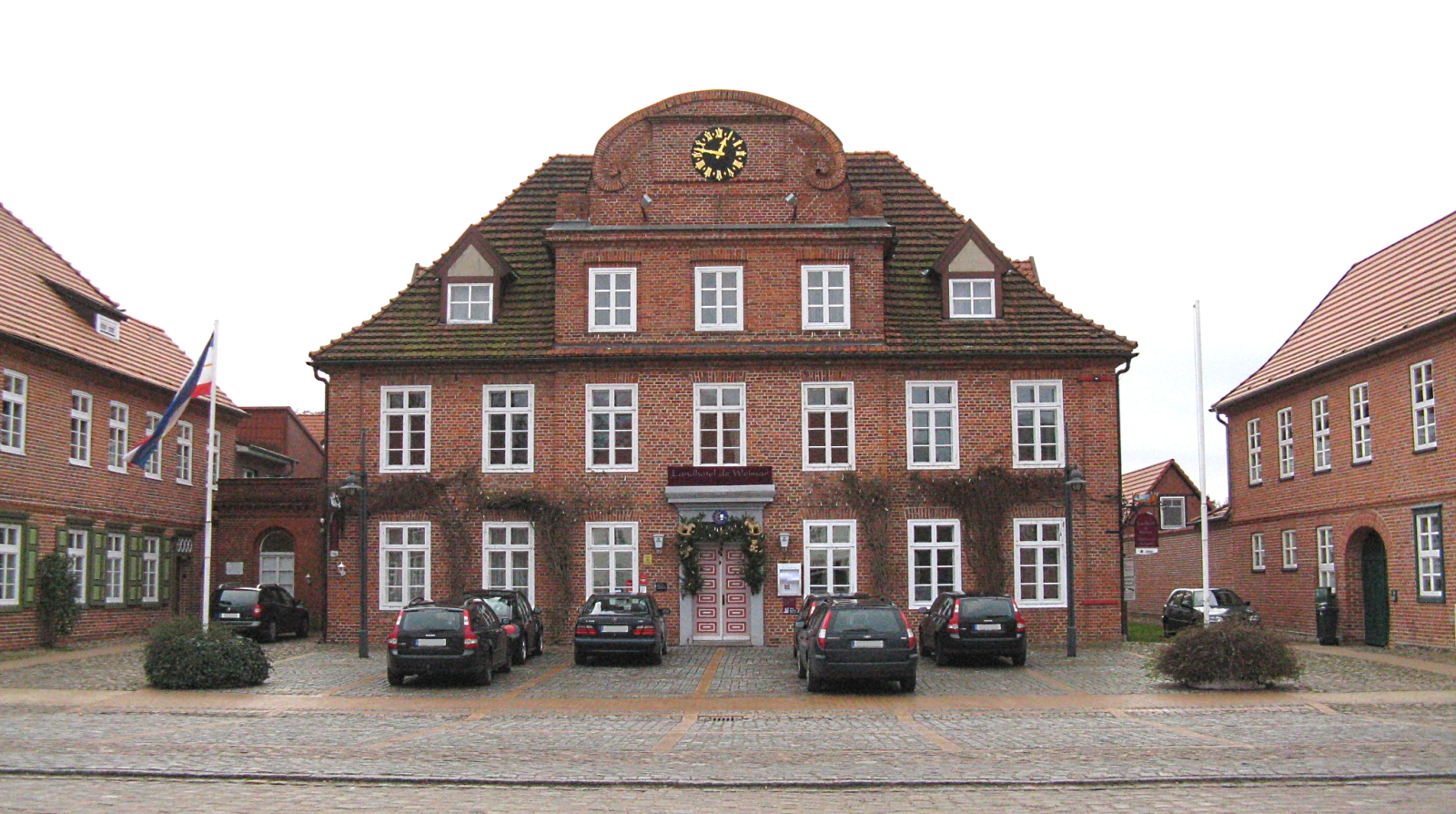
Ehemaliges herzogliches Gästehaus, heute Landhotel de Weimar

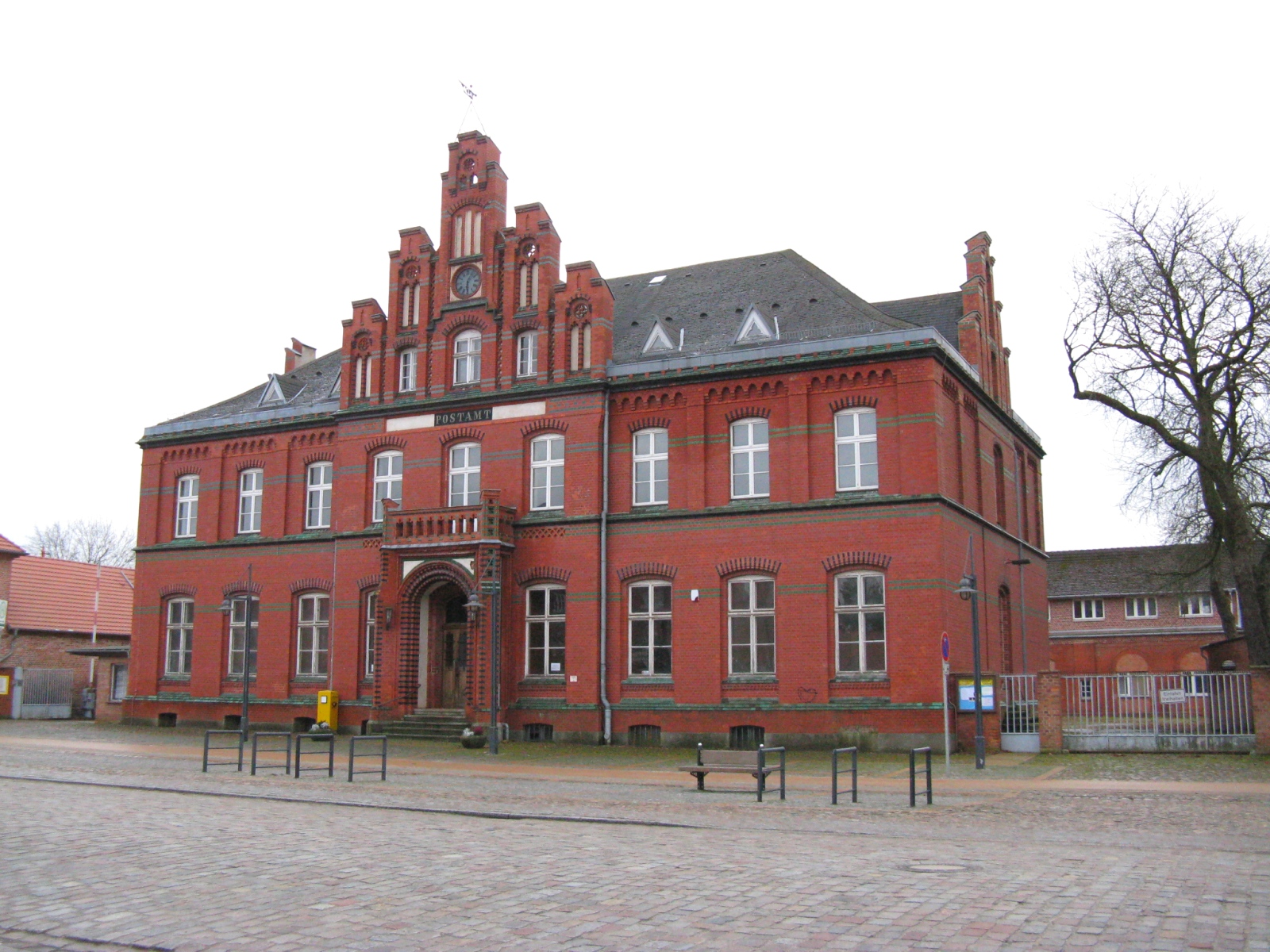
Historisches Postgebäude

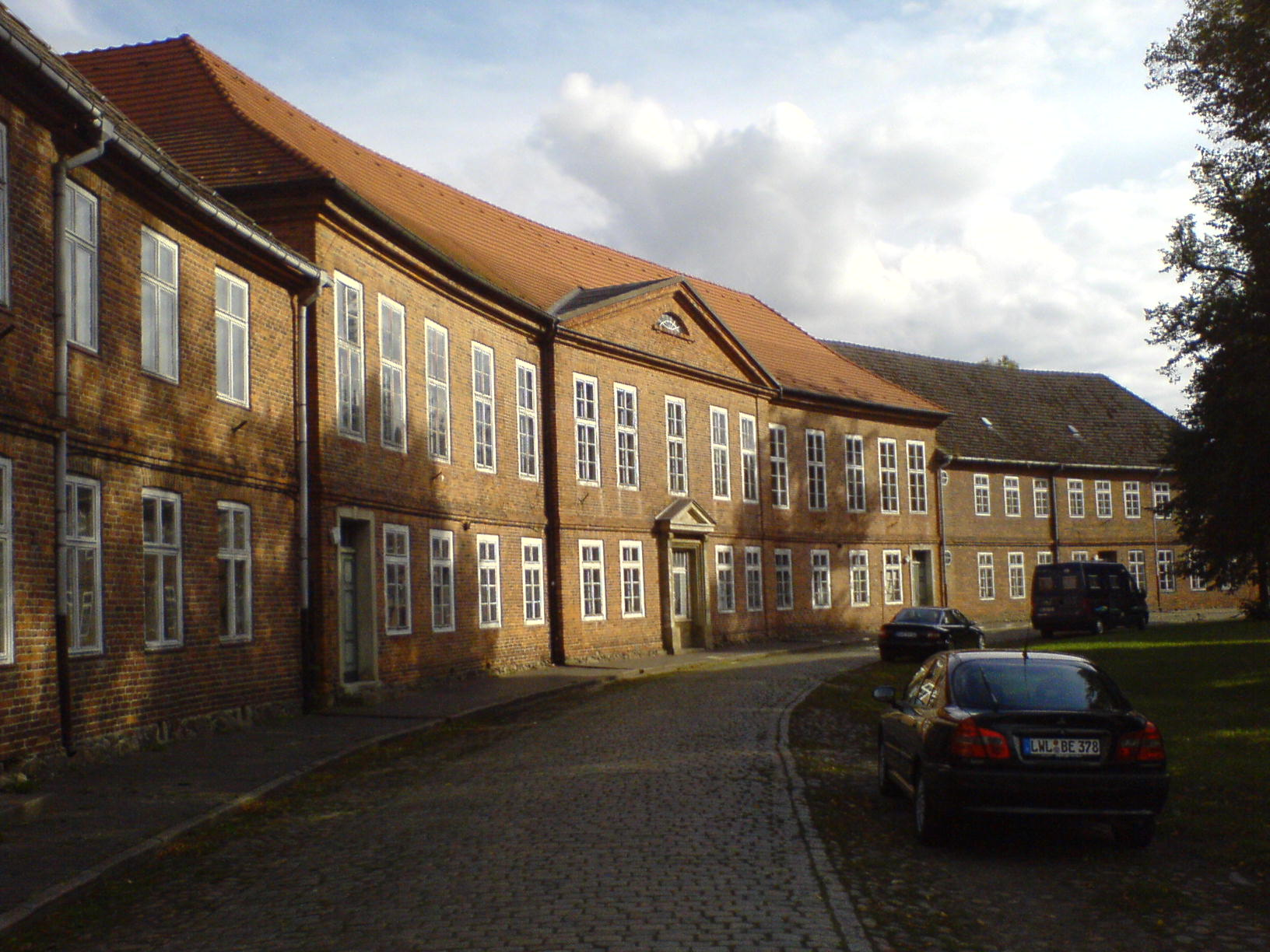
Prinzenpalais von 1765 am Bassin zwischen Schloss und Hofkirche

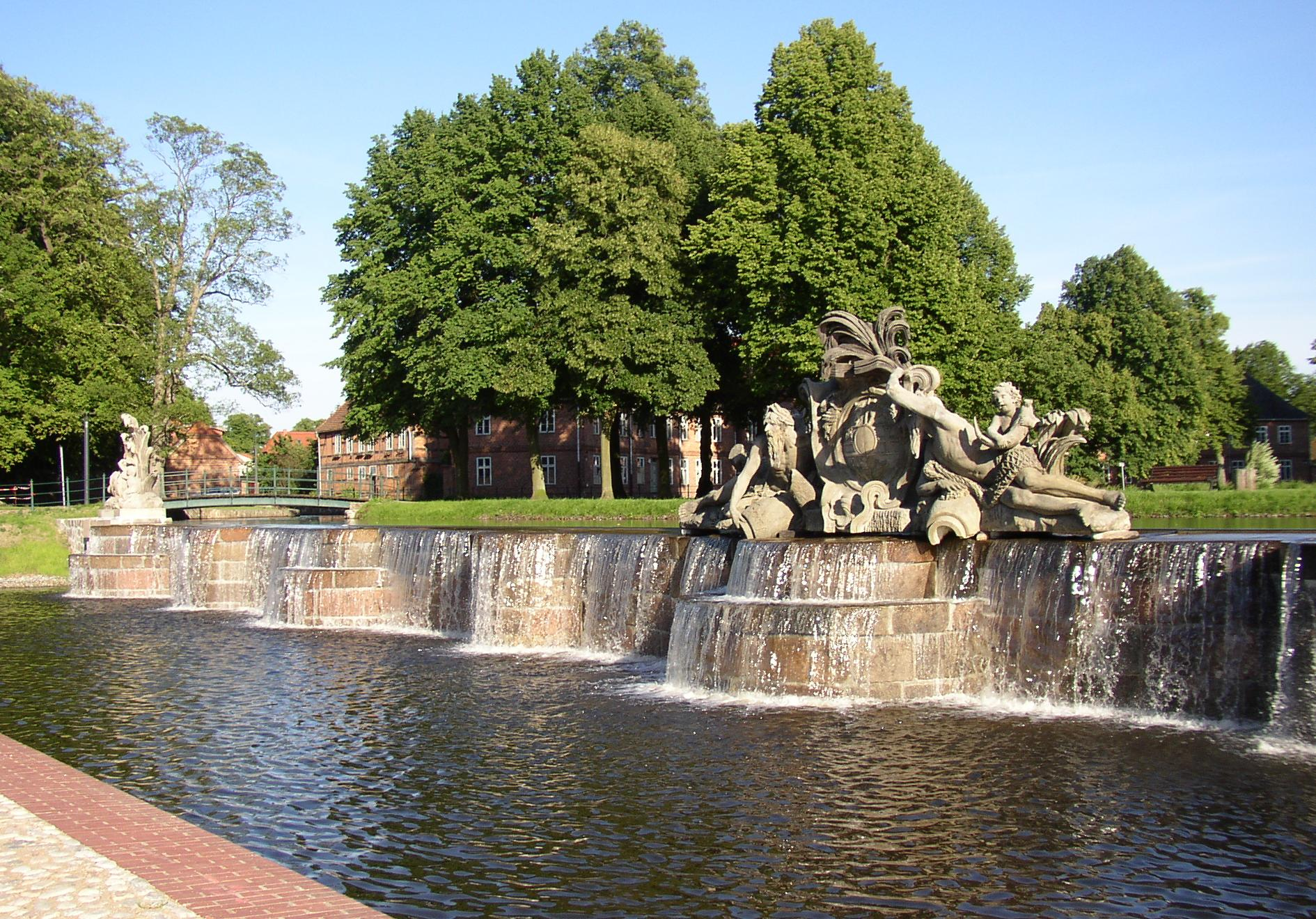
Kaskade

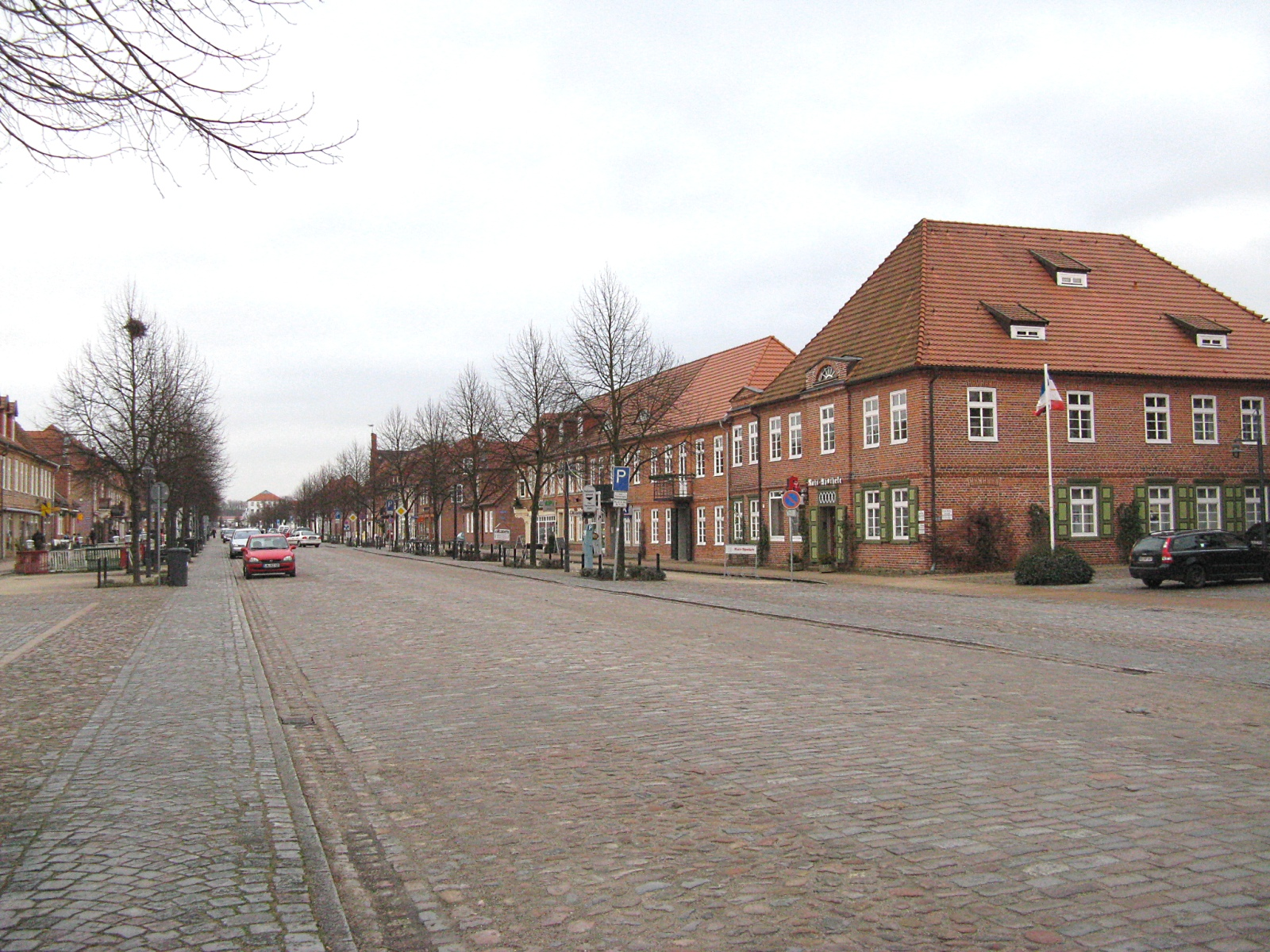
Schlossstraße

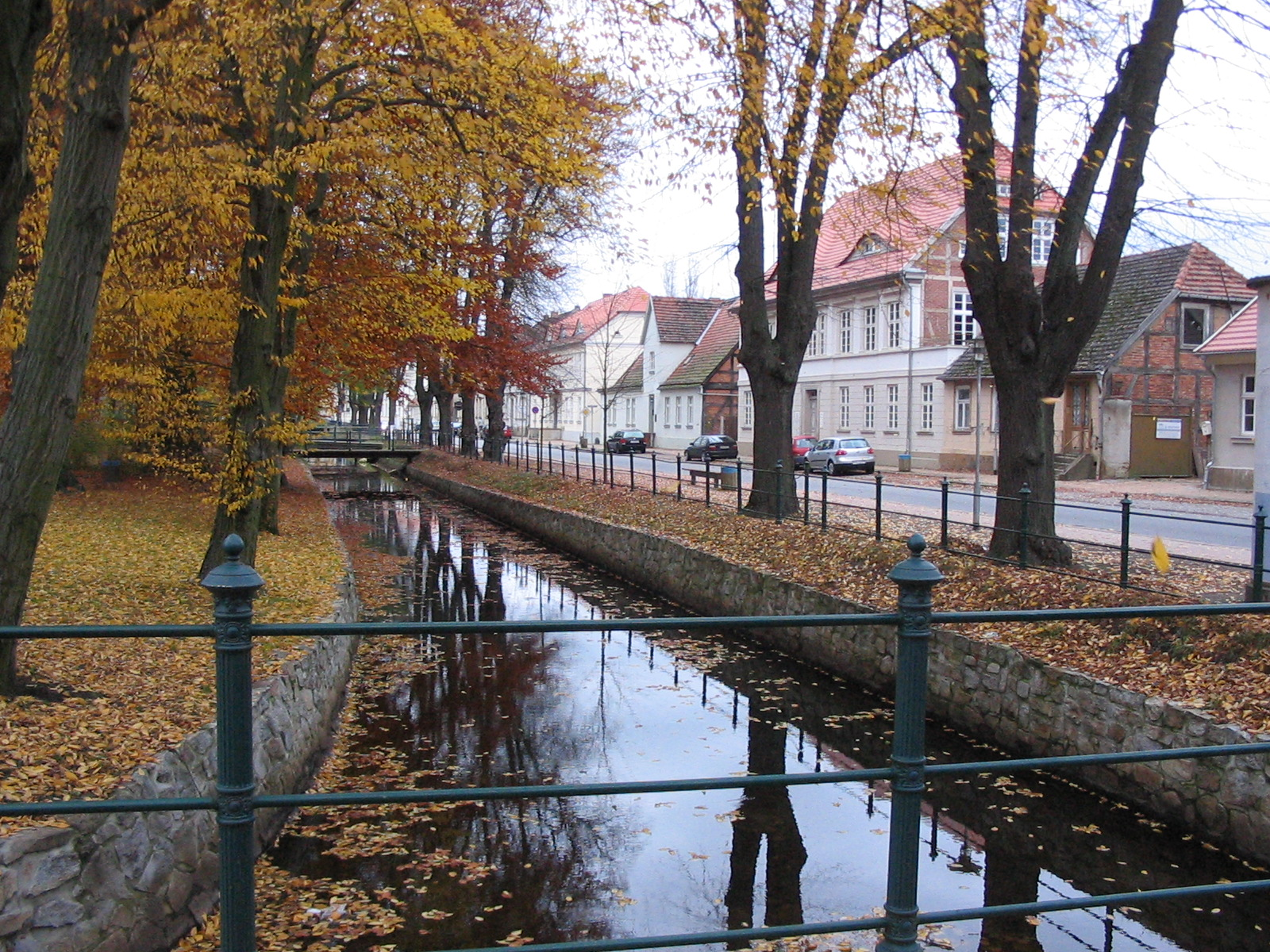
Ludwigsluster Kanal und die Kanalstraße

### Bauwerke, Parks
- spätbarockes Schloss Ludwigslust, nach Plänen von Johann Joachim Busch in Form eines E-förmigen Grundrisses von 1772 bis 1776 erbaut. Der wichtigste Raum im Schloss ist der Goldene Saal. Zur Anlage gehören auch:
  - Barock-klassizistische Stadtkirche, die von 1765 bis 1770 nach Plänen des Baumeisters Johann Joachim Busch gegenüber der Hoffront erbaut wurde
  - Klassizistischer erbgroßherzoglicher Marstall (1821) von Barca
  - Spritzenhaus (1814) von Barca, sollte ursprünglich Orangerie werden
  - Ehemalige Hauptwache (1853) von Ludwig Wachenhusen
  - Klassizistisches ehemaliges Prinzenpalais (um 1800) aus Rotsteinen am ovalen Platz des Bassins, bei einem Brand in der Nacht vom 12. zum 13. März 2011 stark beschädigt[22]
  - Ehemaliges Waschhaus als großes zweigeschossiges Fachwerkhaus an der Schloßfreiheit
- Schlosspark, von Busch als Barockgarten französischer Prägung angelegt und mit Alleen und Springbrunnen verziert. Er ist der größte Park in Mecklenburg-Vorpommern. Dazu gehören:
  - Große Kaskade auf der Hofseite, die noch aus dieser Zeit stammt
  - Großer Kanal (Ludwigsluster Kanal) von 1760, der das Wasser zur Kaskade leitet
  - Steinerne Brücke über den Kanal von 1780 nach Plänen von Rudolph Kaplunger
  - Künstliche Ruine (Grotte) von 1788 (vergleichbare Entwicklung wie in Schloss Sanssouci)
  - Schweizerhaus von 1789
  - Katholische Kirche St. Helena in romantischer Neogotik, 1803–1809 nach Plänen von Seydewitz errichtet und von Barca fertiggestellt.
  - Klassizistisches Mausoleum für Helena Pawlowna, Tochter von Zar Paul I., 1806 nach Plänen von Joseph Ramée gebaut
  - Mausoleum für Herzogin Luise von 1809 nach Plänen von J. G. Barca
- Die Altstadt wurde durch die Hofbaumeister Busch sowie Heinrich von Sedlitz und ab 1809 durch den Baumeister Johann Georg Barca planmäßig zunehmend im Stil des Klassizismus errichtet. Ab 1809 wurde auch privates Bauen erlaubt. 1837 endete die erste konzentrierte Bauphase. Bemerkenswert sind:
  - Axiale noch barocke Schlossstraße (früher Grote Straße) mit den Backsteinhäusern u. a. mit
    - dem ehemaligen Pferdestall von Barca, der sich hinter der Schloßstraße 16 befindet
    - dem Rathaus, 1780 von Johann Joachim Busch errichtet, zunächst Gerichtshaus und Haus der Carton-Fabrique, dann der Sparkasse; ab 1876 Rathaus, 1996 saniert und erweitert
    - dem heutigen Hotel Weimar, 1773 nach Plänen von J. J. Busch gebaut
    - dem historistischen Postgebäude von 1888

  - Alexandrinenplatz nach Plänen des Landesbaumeisters Friedrich Georg Groß
  - Kanalstraße mit den klassizistischen Bürgerhäusern nach Plänen von Barca u. a. mit
    - klassizistischem Seminargebäude (heute Fritz-Reuter-Schule) von 1829 nach Plänen von Groß
    - klassizistischem Suhrland-Haus (Nr. 22) für den Hofmaler Rudolph Suhrlandt

  - Kleine Nummernstraße mit den nummerierten Häusern für die Soldaten des ehemaligen Wachregiments
- Torwächterhaus am Schweriner Tor von Barca
- Krankenhausgebäude des Stifts Bethlehem von 1851
- Friedhof mit dem Hauptportal (1791) nach Plänen von Busch
- Neue Stadthalle (2000) an der Christian-Ludwig-Straße, moderne Verknüpfung von Alt (ehemalige Reitbahn der Dragoner von 1893) und Neu, nach Plänen eines örtlichen Ingenieurbüros
- Hauptmeilenstein an der Grabower Allee, 1829 im Zuge des Baus der Chaussee von Hamburg nach Berlin als Granitobelisk errichtet
- Windmühle Kummer aus dem Jahr 1880

### Denkmäler

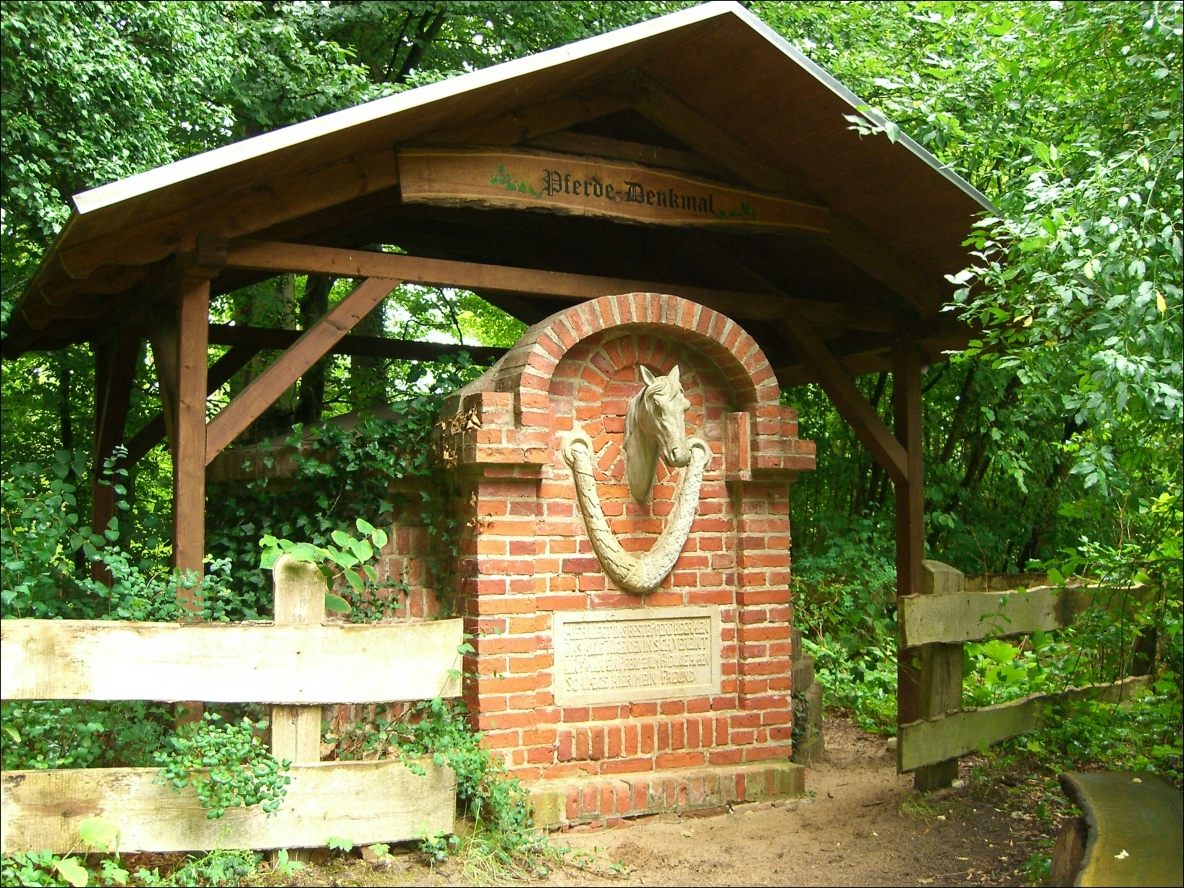
Denkmal für das Lieblingspferd von Großherzog Friedrich Franz I.

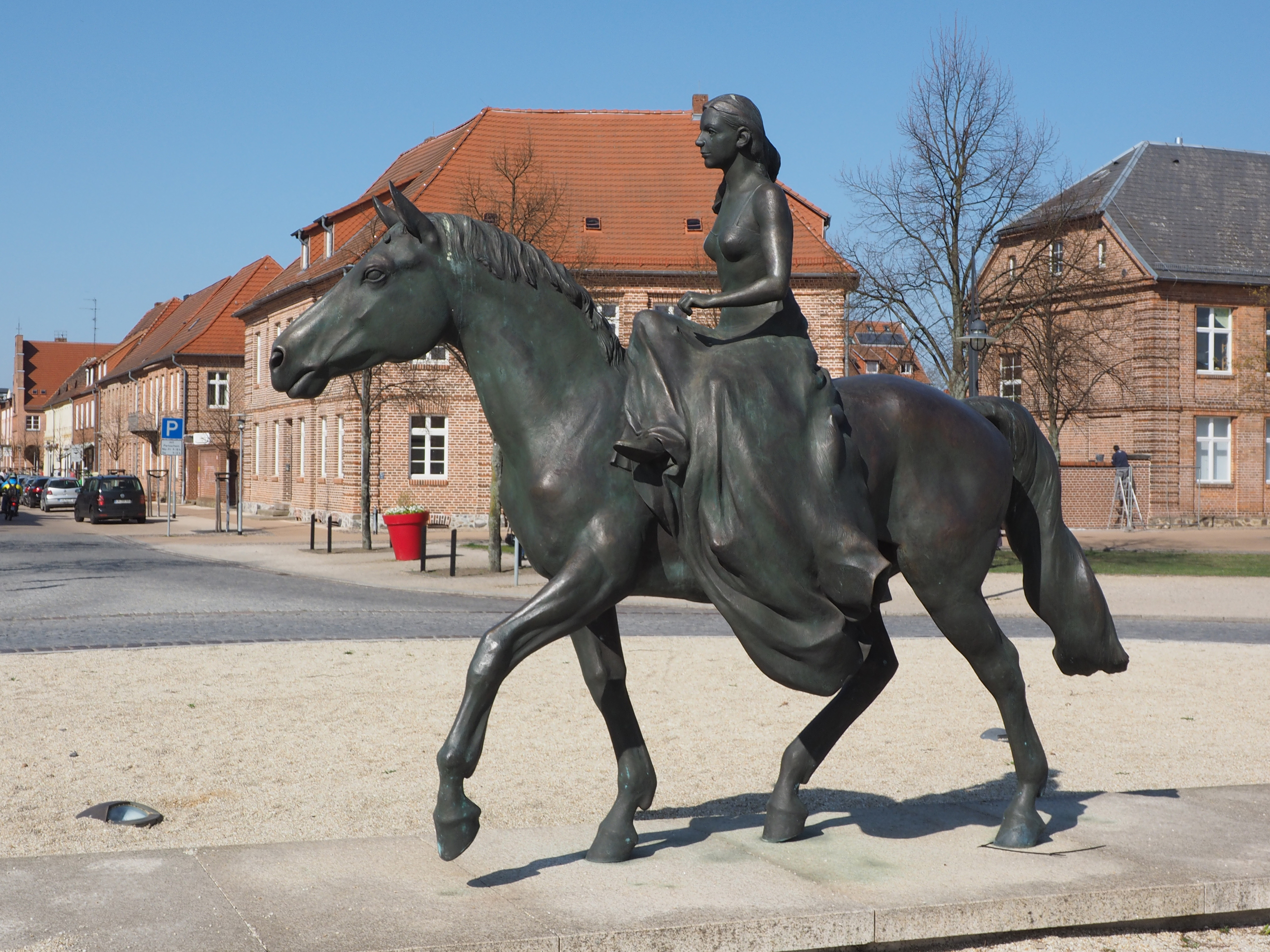
Reiterstandbild der Alexandrine, Prinzessin von Preußen

- Denkmal Herzog Friedrich mit allegorischer Sandsteingruppe und Marmorrelief des Herzogs von Bildhauer Rudolph Kaplunger, 1791 errichtet, erhalten
- Denkmal Herzogin Helena Pawlowna mit Marmorurne von Bildhauer Franz Pettrich, errichtet um 1810, erhalten
- Denkmal mit Bronzestandbild des Großherzogs Friedrich Franz I. von Bildhauer Albert Wolff, 1869 errichtet, erhalten (Inschrift teilweise entfernt)
- Gefallenendenkmal 1870/71 als Siegessäule mit Figur einer Viktoria nach Christian Daniel Rauch, errichtet 1882, zerstört nach 1960
- Denkmal mit Bronzebüste des Großherzogs Friedrich Franz III. von Bildhauer Hugo Berwald, 1899 in Lübtheen errichtet, 1936 nach Ludwigslust umgesetzt, erhalten
- Gefallenendenkmal 1914/18 des Meckl. Jägerbataillons Nr. 14 mit Bronzefigur von Bildhauer Hugo Berwald, gegossen 1915, enthüllt 1922, erhalten
- Regimentsdenkmal des Meckl. Dragonerregiments Nr. 17 mit bronzener Figur eines Meldereiters von Bildhauer Emil Cauer, 1932 errichtet, 1946 zerstört
- Reiterstandbild der Alexandrine, Prinzessin von Preußen, 2003 errichtet von Andreas Krämmer & Holger Lassen, am 12. Mai 2024 durch einen Verkehrsunfall vom Sockel gerissen und schwer beschädigt[23]
- Das Ehrenmal auf dem Schloßvorplatz Am Bassin für 200 Opfer des KZ Wöbbelin, 1951 von dem Künstler Herbert Bartholomäus entworfen
- Gedenkstein aus dem Jahre 1945 auf dem Friedhof der Evangelisch-Lutherischen Stadtkirche für die Sammelgräber der nach der Befreiung 1945 gestorbenen 116 namentlich bekannten und 112 unbekannten Häftlinge des KZ Wöbbelin
- Sowjetischer Ehrenfriedhof an der Grabower Allee für insgesamt 220 sowjetische Opfer des Zweiten Weltkriegs, darunter gefallene Rotarmisten sowie umgekommene Kriegsgefangene und Zwangsarbeiter[24][25]
- Gedenkstein aus dem Jahre 1962 auf dem Areal des ehemaligen Jüdischen Friedhofs zur Erinnerung an die Opfer der Shoa
- Gedenkstein aus dem Jahre 1961 am Seminargarten (zu DDR-Zeiten „Friedrich-Engels-Straße“) zur Erinnerung an den im KZ Buchenwald 1944 ermordeten Arbeiterpolitiker Ernst Thälmann
- Denkmal für das Lieblingspferd von Großherzog Friedrich Franz I. von Mecklenburg-Schwerin; errichtet um 1815 von Johann Georg Barca

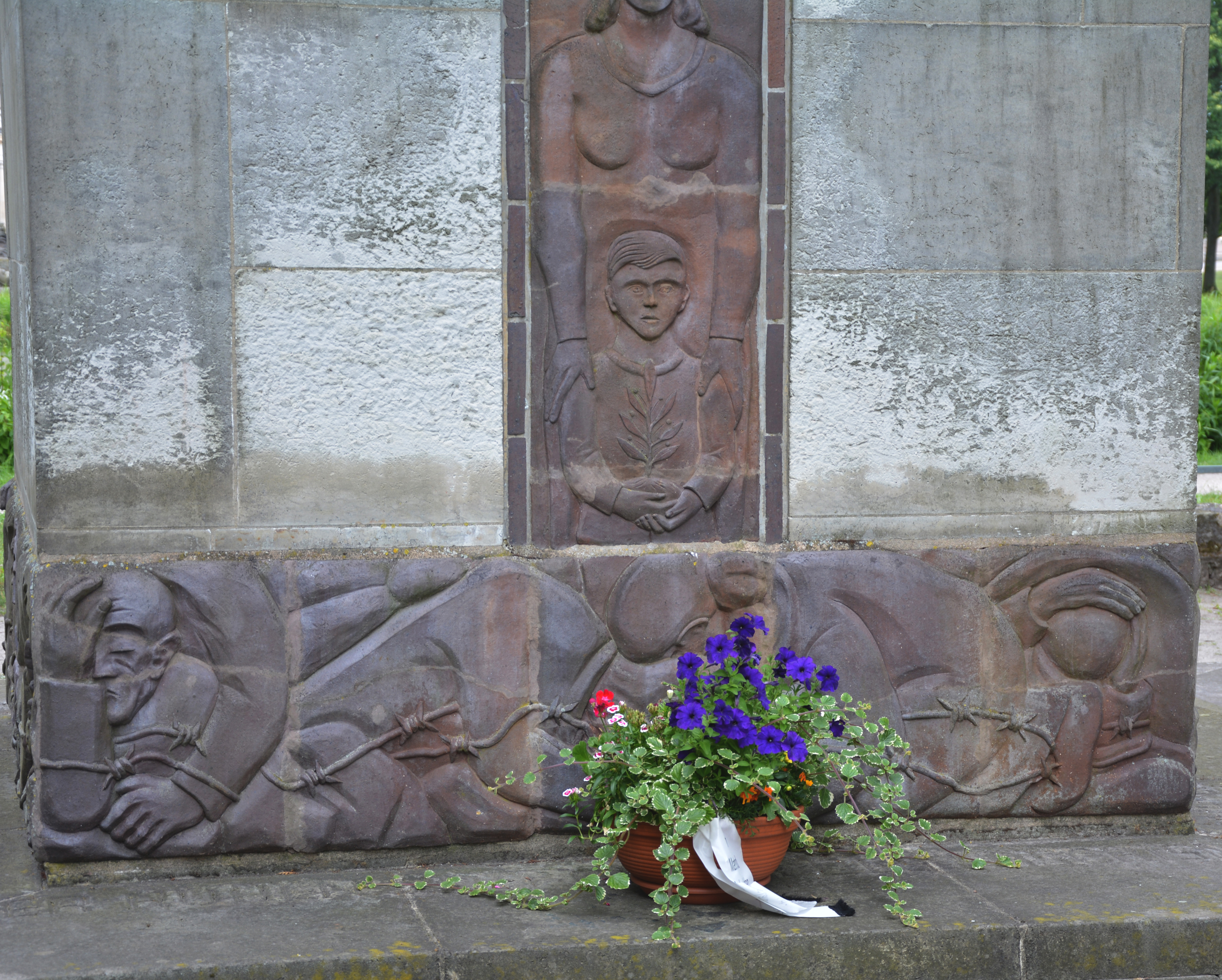
Ehrenmal für die Opfer des KZ Wöbbelin am Bassin
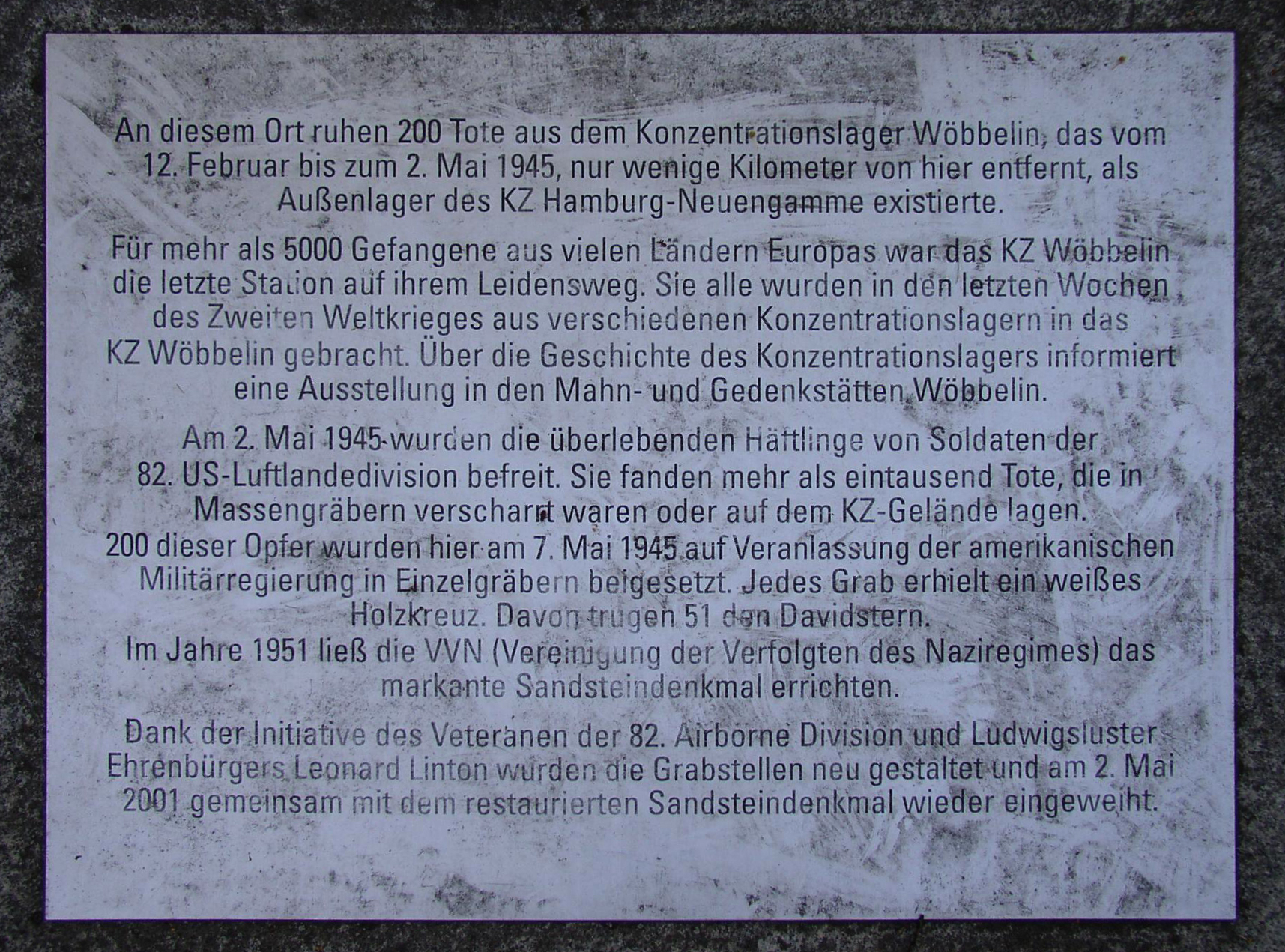
Gedenktafel für die Opfer des KZ Wöbbelin am Bassin
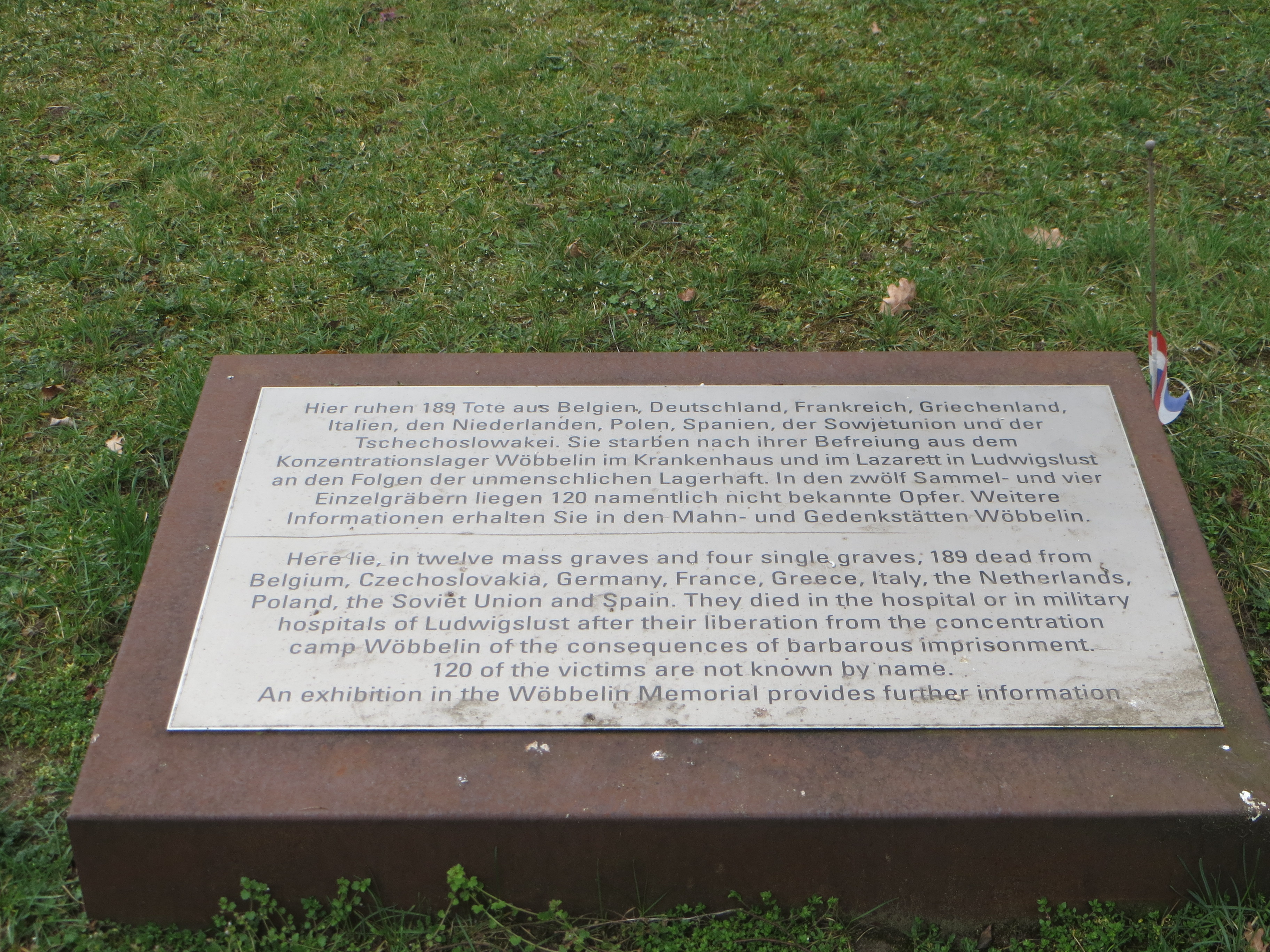
Gedenkstein für die Sammelgräber der Toten des KZ Wöbbelin auf dem Ev.-Luth. Friedhof
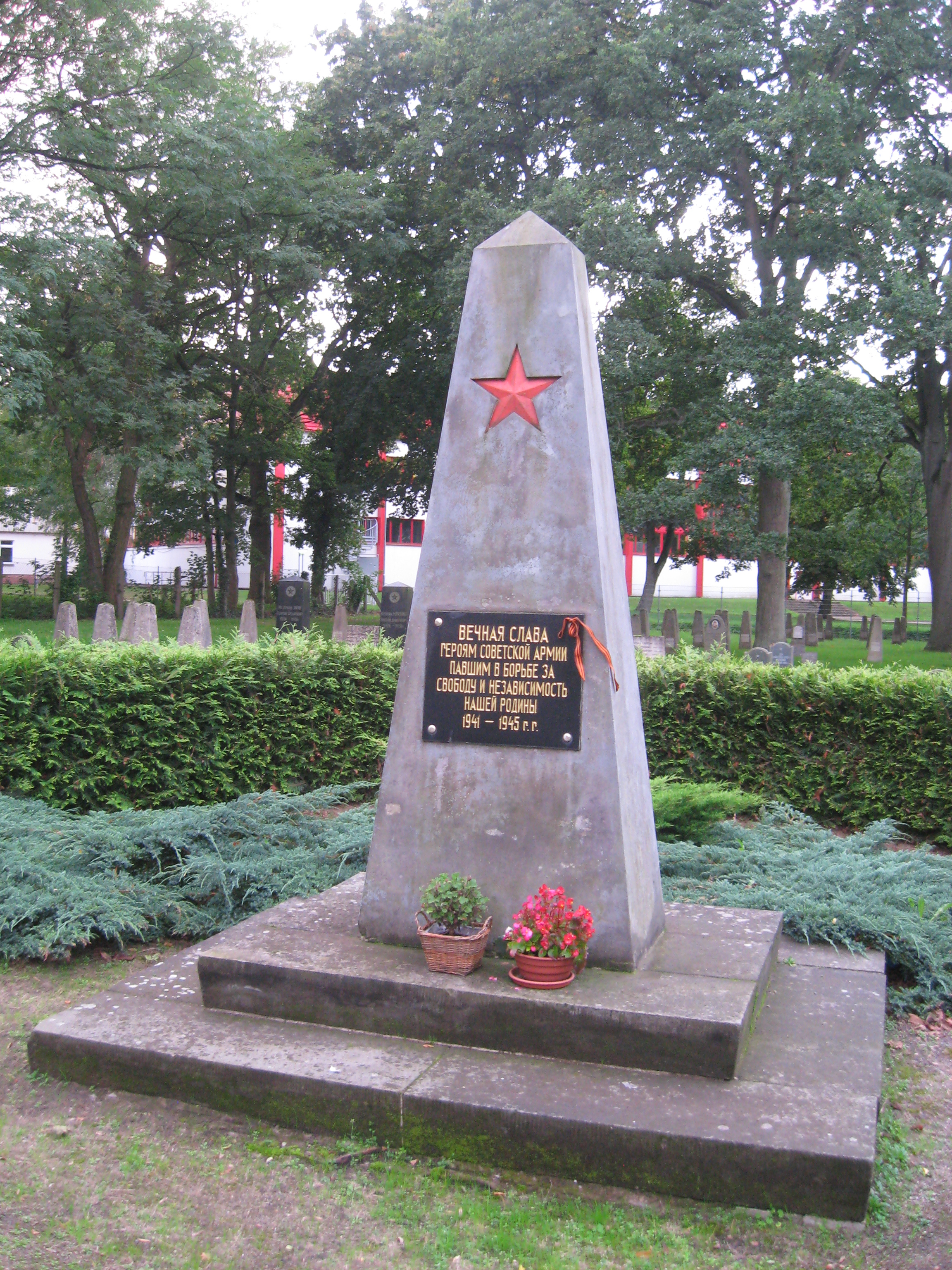
Sowjetischer Ehrenfriedhof an der Grabower Allee

### Regelmäßige Veranstaltungen
- Barockfest im Mai
- Lindenfest im Juni
- Kleines Fest im großen Park (Kleinkunstfestival) im August
- Barocker Adventsmarkt

### Kultur
- Fanfarenzug Ludwigslust e. V. von 1957
- Förderverein Schloss Ludwigslust e. V. von 1992; Ziele: Schloss und Kultur
- Freunde der Lindenstadt Ludwigslust e. V. von 1991; Ziele: Kultur, Theater, Niederdeutsch, Studienreisen
- Ludwigsluster Zeichenzirkel von ca. 1966
- Luna Filmtheater von 1912
- Postgesangsverein Ludwigslust von 1976
- Schützenverein Lindenstadt Ludwigslust e. V. von 1990
- Techentiner Carneval Club (TCC) von 1957
- Zebef e. V. von 1995; Ziel: Bildung, Erholung und Freizeit für Kinder und Jugend
- Verein für humanistische Jugendarbeit und Jugendweihe e. V. von 1990
- Kunst- und Kulturverein Ludwigslust e. V.
- Naturforschende Gesellschaft Mecklenburg e. V.

## Wirtschaft und Infrastruktur

### Unternehmen
- LFW Ludwigsluster Fleisch- und Wurstwarenspezialitäten GmbH & Co. KG (seit 1892)
- GE Grid Messwandler GmbH (Hochspannungsmesswandler, geschlossen im März 2017[26])
- SBL Stahl- und Behälterbau Ludwigslust GmbH & Co. KG (Insolvenz, 2016)[27]
- RATTUNDE AG (Integrierte Sägesysteme)[28]
- HAAR Mecklenburg GmbH & CO. KG (Maschinenbau)

### Verkehr

#### Straße
Ludwigslust liegt seit Ende 2015 an der noch unvollständigen A 14 zwischen Magdeburg und dem Autobahnkreuz Schwerin.
In Ludwigslust treffen sich die Bundesstraßen B 5 und B 191. Bis zum 31. Dezember 2015 führte auch die B 106 aus Richtung der A 24 in die Stadt. Sie wurde wegen der Eröffnung der Autobahn zur Landesstraße 72 herabgestuft.

#### Eisenbahn

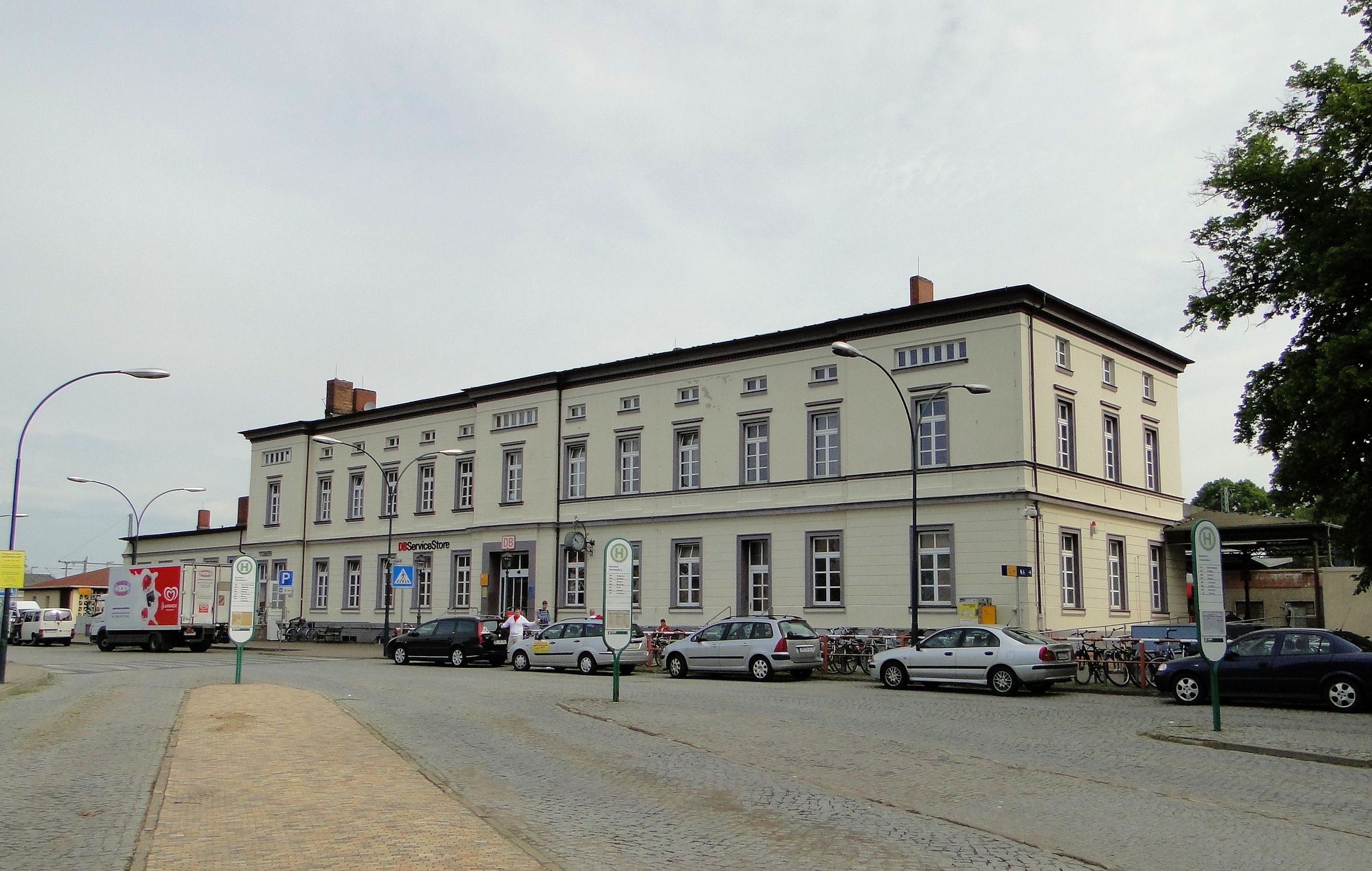
Ludwigsluster Bahnhof

Der Bahnhof Ludwigslust liegt an der Hauptstrecke Berlin–Hamburg und ist Ausgangspunkt der Bahnstrecken nach Wismar sowie nach Parchim. Er hat die Preisklasse 4 und ist vor allem als Umsteigebahnhof von Bedeutung. Ludwigslust ist daher ICE-Halt, insbesondere für Reisende aus der Landeshauptstadt Schwerin in Richtung Berlin und Hamburg. So hält der ICE z. B. morgens in Ludwigslust, um zahlreiche Pendler in das 120 km entfernte Hamburg zu bringen.
Von Ludwigslust aus bestehen Zugverbindungen im:
Fernverkehr:
- ICE nach Hamburg (6–7 × täglich; ca. 40 Minuten)
- ICE nach Berlin (4–6 × täglich; ca. 1 Stunde)
- IC/EC nach Hamburg (5–6 × täglich);
- IC/EC/RJ nach Berlin/Dresden (EC/RJ weiter bis Prag/Budapest; 5 × täglich)
- IC nach Schwerin/Rostock (1 × täglich im Sommer, 2 × pro Woche im Winter)
- IC nach Magdeburg/Leipzig (1 × täglich im Sommer, 2 × pro Woche im Winter)

Nahverkehr:
- RE 8: Wismar – Schwerin Hbf – Ludwigslust – Nauen – Berlin-Spandau – Berlin Hbf – Flughafen BER (zweistündlich)
- RB 17: Wismar – Schwerin Hbf – Ludwigslust (zweistündlich)
- RB 14: Hagenow – Hagenow Land – Ludwigslust – Parchim (ein- bis zweistündlich)

Die Personenbeförderung auf der Bahnstrecke nach Dömitz, die bis zur Zerstörung der Elbbrücke im Jahre 1945 weiter über die Elbe nach Dannenberg und Uelzen führte, wurde 2000 eingestellt, die Strecke im Jahr 2001 stillgelegt und in den folgenden Jahren abgebaut. Mit der Linie 58 (alternativ Linie 580) der Verkehrsgesellschaft Ludwigslust-Parchim (VLP) wird zwischen Ludwigslust und Dömitz eine direkte Busverbindung angeboten.

#### Bus
Busverbindungen von Ludwigslust in das Umland werden durch die Verkehrsgesellschaft Ludwigslust-Parchim (VLP), durch die Zweigniederlassungen in Ludwigslust und Dömitz durchgeführt.

### Allgemeine Einrichtungen

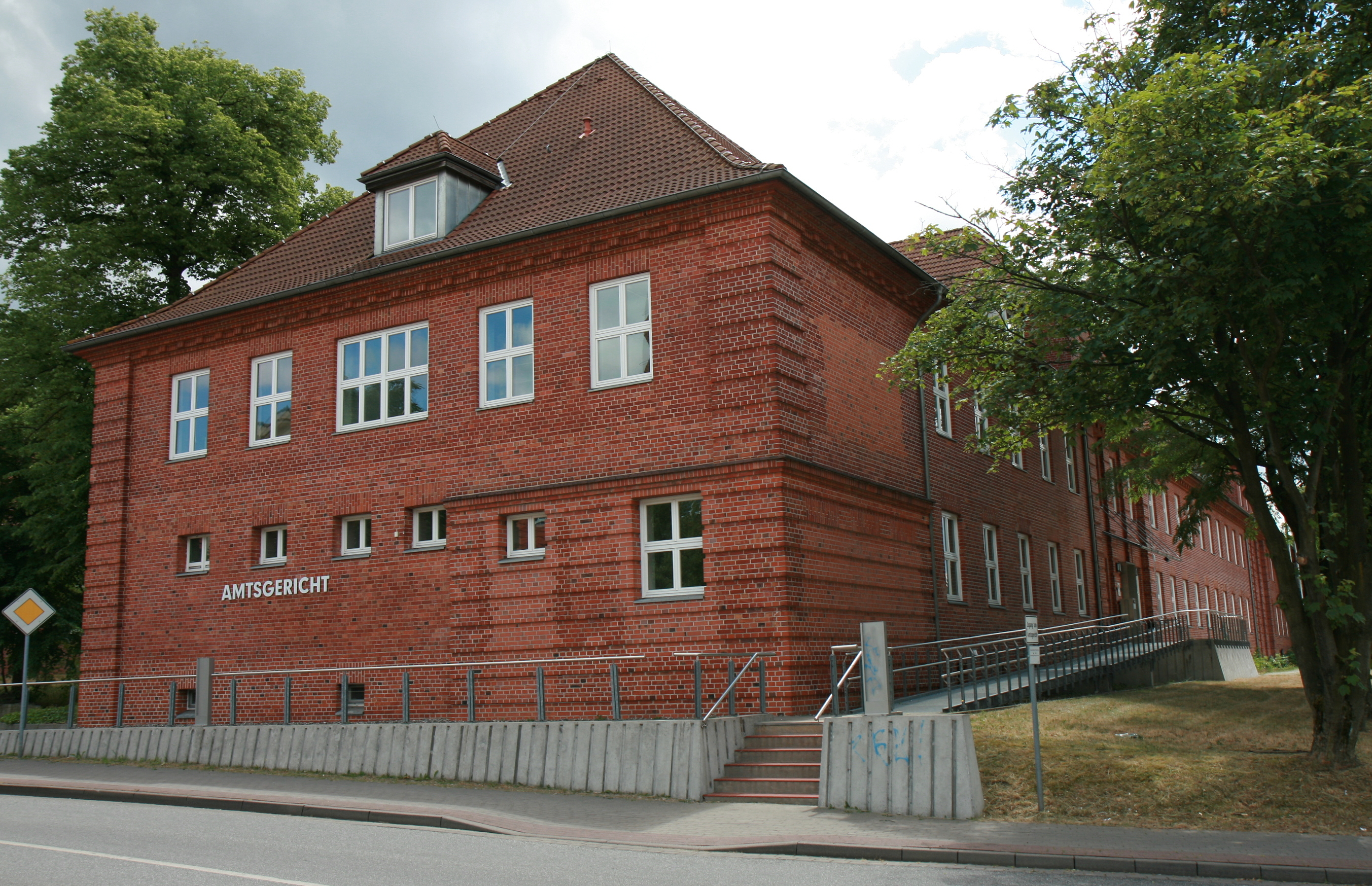
Amtsgericht Ludwigslust

- Rathaus Ludwigslust, Schloßstr. 38
- Ludwigslust – Information, Schloßstraße 36
- Bibliothek Ludwigslust, Schloßstraße 38
- Amt Ludwigslust-Land
- Landkreis Ludwigslust-Parchim
- Polizeiinspektion (PI) und Polizeihauptrevier Ludwigslust, Grabower Allee 2 c
- Freiwillige Feuerwehr Ludwigslust und Ortsfeuerwehren in Techentin, Hornkaten, Kummer und Glaisin
- Amtsgericht Ludwigslust
- Agentur für Arbeit
- Deutsche Rentenversicherung
- Außenstelle des Finanzamts Hagenow
- Zollamt
- Zebef, Zentrum für Bildung, Erholung und Freizeit, Alexandrinenplatz 1

### Bildung

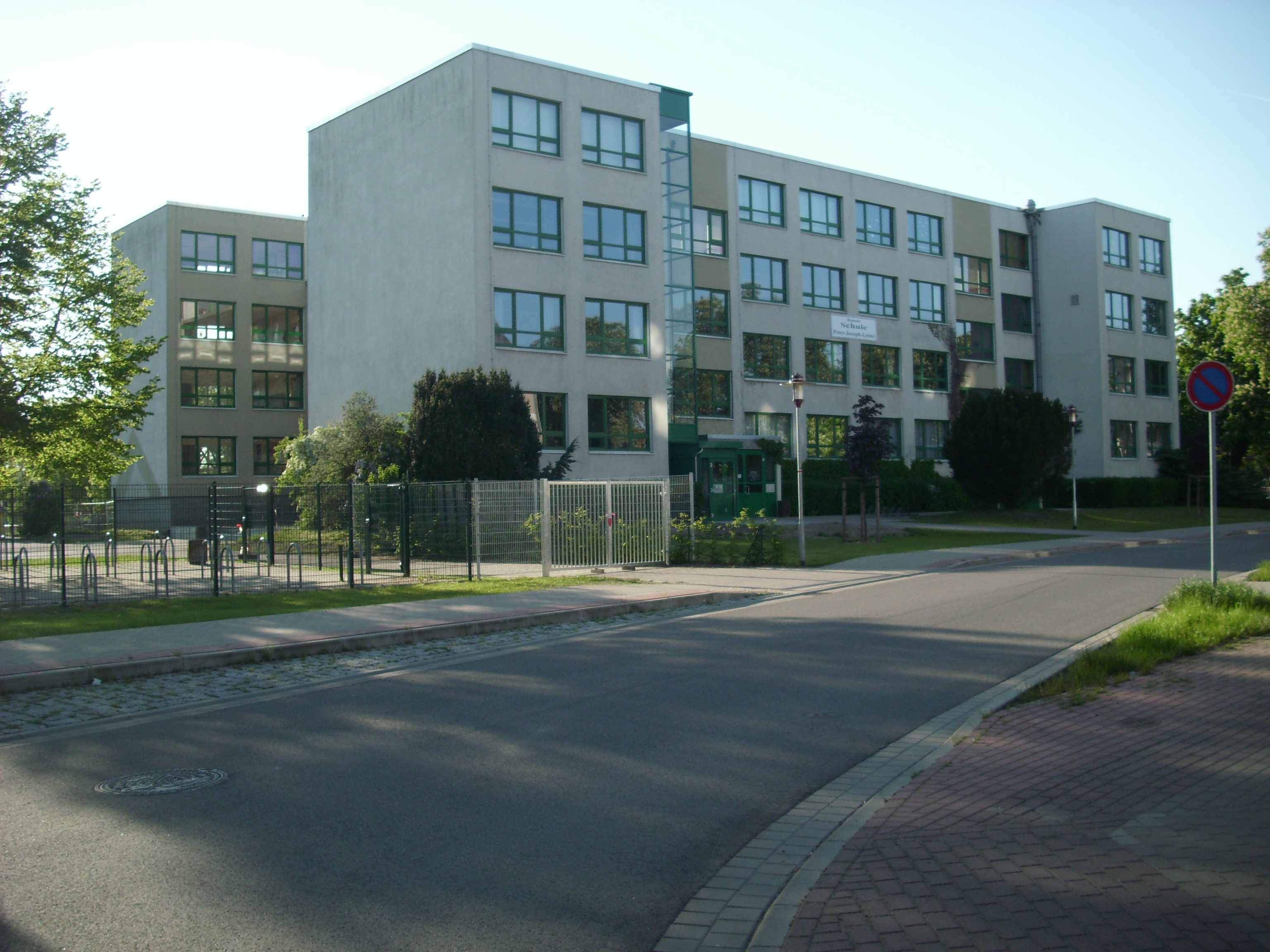
Regionale Schule Peter-Joseph-Lenné

- Grundschulen: Fritz Reuter-Grundschule, Edith-Stein-Grundschule (bis 2018 in Trägerschaft der Schweriner Bernostiftung), Grundschule Techentin und Grundschule Kummer
- Peter Joseph Lenné-Schule, Regionalschule
- Goethe-Gymnasium (mit rund 800 Schülern und 55 Lehrern[29])
- Wirtschaftsgymnasium
- Berufliche Schule
- Allgemeine Förderschule Johann Heinrich Pestalozzi
- Schule zur individuellen Lebensbewältigung Schule an der Bleiche
- Kreismusikschule Johann Matthias Sperger
- Kreisvolkshochschule (VHS)

### Kirchen
- Evangelisch-lutherische Stadtkirche (Hofkirche) mit Orgel von Friedrich Friese (1876)
- Evangelische Stiftskirche
- Katholische Kirche St. Helena / St. Andreas

### Sport
- Eintracht Ludwigslust 1994
- Hörgeschädigten-Sportverein Ludwigslust von 1990
- Masamune e. V. für Shotokan-Karate
- Motorsportclub Ludwigslust von 1958
- Post-Sportverein Ludwigslust von 1950
- PSV Handball Ludwigslust 1990
- Schützenverein Lindenstadt Ludwigslust
- SG 03 Ludwigslust/Grabow von 2003
- TSG, Turn- und Sport-Gemeinschaft Ludwigslust von 1969 (früher BSG Einheit von 1948)
- Volley Tigers Ludwigslust von 2000

## Persönlichkeiten

### Ehrenbürger
Ludwigslust hat seit 1876 zehn Personen das Ehrenbürgerrecht verliehen.

### Söhne und Töchter der Stadt
- Friedrich Ludwig Aemilius Abel (1770–1842), Geiger
- Friedrich Ludwig zu Mecklenburg (1778–1819), Erbprinz zu Mecklenburg, Erbgroßherzog von Mecklenburg in Mecklenburg-Schwerin, Mitglied aus dem Hause Mecklenburg-Schwerin
- Gustav Wilhelm zu Mecklenburg (1781–1851), Angehöriger des (groß-)herzoglichen Hauses von Mecklenburg-Schwerin
- Rudolph Suhrlandt (1781–1862), Porträtmaler und Lithograph
- Carl von Rantzau (1782–1851), mecklenburgischer Hofbeamter
- Georg Störzel (1782–1863), Jurist und Politiker
- Karl August Christian zu Mecklenburg (1782–1833), Herzog zu Mecklenburg, russischer General
- Ludwig Dornblüth (1784–1857), Mediziner
- Charlotte Friederike zu Mecklenburg (1784–1840), Herzogin zu Mecklenburg; Kronprinzessin von Dänemark
- Adolf zu Mecklenburg (1785–1821), Herzog zu Mecklenburg-Schwerin
- Paul Friedrich von Moltke (1786–1846), russischer Diplomat
- Franz Passow (1786–1833), Klassischer Philologe
- Karl Anton Philipp Braun (1788–1835), Oboist und Komponist
- Carl Johann Frese (1790–1873), Militärmediziner, zuletzt Generalarzt
- Franz von Erdmann (1793–1862), Philologe und Orientalist
- Ludwig von Lützow (1793–1872), mecklenburgischer Staatsmann und Politiker
- Friedrich Ludwig Abel (1794–1820), Geiger, Pianist, Musikpädagoge und Komponist
- Johann Leopold Abel (1795–1871), Komponist, Pianist, Violoncellist, Geiger und Musikpädagoge
- Wilhelm Braun (1796–1867), Oboist und Komponist
- Adolf von Sell (1797–1891), mecklenburgischer General, Diplomat und Hofbeamter
- Paul Friedrich (1800–1842), Großherzog von Mecklenburg
- Alfons von Boddien (1802–1857), preußischer Offizier und Mitglied der Frankfurter Nationalversammlung
- Karl Prosch (1802–1876), Verwaltungsjurist und Politiker (NLP), MdR
- Marie zu Mecklenburg (1803–1862), Herzogin zu Mecklenburg, durch Heirat Herzogin von Sachsen-Altenburg
- Wilhelmine Suhrlandt (1803–1863), Lithographin
- Eduard Prosch (1804–1878), Verwaltungsjurist, Intendant der großherzoglichen Sammlungen in Mecklenburg-Schwerin
- Franz Floerke (1811–1889), Bürgermeister der Stadt Grabow
- Helene zu Mecklenburg (1814–1858), Prinzessin und durch Heirat Herzogin von Orléans und Chartres
- Wilhelm Benque (1814–1895), Landschaftsgärtner und Gartenarchitekt
- Gustav von Boddien (1814–1870), Forstwirt, Dichter und Zeichner
- Paul Rudolf von Bilguer (1815–1840), Schachmeister
- Ernst Gillmeister (1817–1887), Glasmaler
- Jacob Jacobson (1818–1891), Maler
- Amalie Buchheim (1819–1902), Museumsleiterin
- Bernhard Friedrich Ferdinand Carl von Bülow (1820–1864), mecklenburgischer Diplomat und Gesandter beim Bundestag des Deutschen Bundes in Frankfurt am Main
- Georg Carl Hahn (1822–1895), Lübecker Konservenfabrikant
- Ulrich von Klein (1822–1893), preußischer Generalmajor
- Friedrich Franz II. (1823–1883), Großherzog von Mecklenburg in Mecklenburg-Schwerin (1842–1883)
- Luise zu Mecklenburg (1824–1859), Angehörige des großherzoglichen Hauses Mecklenburg (-Schwerin), durch Heirat Fürstin Windisch-Graetz
- Theodor Hahn (1824–1883), Apotheker, Hydro- und Diättherapeut, Protagonist der vegetarischen Ernährung
- Ida Masius (1824–1897), Mitbegründung des ersten Kinderkrankenhauses in Mecklenburg
- Wilhelm zu Mecklenburg (1827–1879), preußischer General der Kavallerie
- Carl Suhrlandt (1828–1919), Maler
- Alexander von Bülow (1829–1901), Staatsminister in Mecklenburg-Schwerin
- Paul von Detmering (1831–1918), preußischer Generalleutnant
- Otto Dörr (1831–1868), Maler
- Carl Sellin (1833–1910), evangelisch-lutherischer Theologe, Gymnasiallehrer und Spiritist
- Pauline Soltau (1833–1902), Geigerin und Malerin
- Adolf Zehlicke (1834–1904), Lehrer und Schriftsteller
- Julius Ehrke (1835–1899), Landschaftsmaler und Lehrer
- Dimitri von Vietinghoff (1836–1914), mecklenburgischer Offizier und Hofbeamter
- Jaspar von Bülow (1836–1878), Verwaltungsjurist und Hofmarschall von Mecklenburg-Strelitz
- Eduard Ehrke (1837–1911), Landschaftsmaler und Ehrer
- Franz Benque (1841–1921), Fotograf
- Ludwig von Hirschfeld (1842–1895), Soldat, Diplomat und Schriftsteller
- Wilhelm von Sell (1842–1922), preußischer Generalmajor
- Ludwig Beissner (1843–1927), Botaniker
- Gotthilf Sellin (1844–1921), Lehrer und Autor
- August Franz von Rodde (1847–1927), preußischer Offizier, zuletzt Generalmajor der Kavallerie
- Friedrich Franz III. (1851–1897), Großherzog von Mecklenburg in Mecklenburg-Schwerin
- Bertha Clément (1852–1930), Schriftstellerin
- Paul Friedrich zu Mecklenburg (1852–1923), Herzog zu Mecklenburg, General der Kavallerie
- Franz Wachter (1853–1923), Historiker und Archivar
- Marie zu Mecklenburg (1854–1920), Großfürstin von Russland
- Julius Brauns (1857–1931), Stenograf und Systemerfinder
- Johannes Gillhoff (1861–1930), Lehrer, Volkskundler und Schriftsteller (in Glaisin geboren)
- Fritz Wilhelm Emanuel Peters (1865–1932), Bauingenieur
- Heinrich Schumann (1869–1940), Lehrer und Politiker (SPD), MdHB, Hamburger Senator
- Anton Gilsing (1875–1946), Politiker (Zentrum, CDU), MdL
- Ottilie Kaysel (1875–1956), Malerin und Graphikerin
- Otto Eberhard (1875–1966), evangelischer Theologe und Religionspädagoge
- Werner Schultz (1878–1944), Internist und Hämatologe
- Heinrich Timm (1885–1917), Flugzeugkonstrukteur
- Paul Schwandt (1887–1920), Fliegerpilot
- Helmuth von Oertzen (1888–1952), Militärbeamter und Politiker (CDU), Verkehrsminister Thüringen
- Heinrich XXXVII. Reuß zu Köstritz (1881–1964), Marineoffizier und Generalleutnant der Luftwaffe im Zweiten Weltkrieg
- Anny Mayer-Knoop (1889 – nach 1969), Schriftstellerin
- Gerhard Venzmer (1893–1986), Mediziner und Schriftsteller
- Erich Kastan (1898–1954), Fotograf
- Otto Maercker (1899–1978), evangelisch-lutherischer Geistlicher
- Otto Karsten (1899–1967), Politiker (CDU) und evangelischer Prediger
- Johann Ohde (1905–1953), Bauingenieur mit Schwerpunkt Geotechnik
- Christian Ludwig Herzog zu Mecklenburg (1912–1996), Adliger, Chef des Hauses Mecklenburg
- Wend von Kalnein (1914–2007), Kunsthistoriker und Schriftsteller
- Sigelind von Platen (1914–1945), Schriftstellerin religiöser Literatur
- Günther Hillmann (1919–1976), Biochemiker
- Heinz F. W. Hinze (1921–2012), Publizist
- Renate Jessel (1923–2004), Illustratorin
- Brigitte Kiesler (1924–2013), Turnerin
- Harald Freiherr von Trosche (* 1924), Journalist
- Annelies Burmeister (1928–1988), Sängerin
- Klaus Krickeberg (* 1929), Statistiker
- Horst von Bassewitz (1932–2020), Architekt
- Fritz Jürß (* 1932), Altphilologe
- Walter Beltz (1935–2006), Religionswissenschaftler und Orientalist
- Eike Wolgast (* 1936), Historiker und Hochschullehrer
- Manfred Osten (* 1938), Autor und Kulturhistoriker
- Axel Hausmann (1939–2014), Physiker, Hochschullehrer und Lokalhistoriker
- Alexandra von Berlichingen (1941–2023), Vorsitzende der Burgfestspiele Jagsthausen und Witwe von Roman Herzog
- Joachim Willhöft (1941–2015), Politiker (SPD), MdL Mecklenburg-Vorpommern
- Uwe Beckmann (1941–2019), Maler und Grafiker
- Bernd Spier (1944–2017), Schlagersänger
- Wolf-Dieter Zumpfort (* 1945), Politiker (FDP), MdB, MdL
- Bodo Fründt (1945–2014), Filmjournalist
- Kurt Meyer (* 1945), Autor
- Helga Prignitz-Poda (* 1949), Kunsthistorikerin
- Christoph Biemann (* 1952), Autor, Regisseur und Fernsehmoderator
- Helmut Holter (* 1953), Politiker (Die Linke), MdL
- Dieter Schumann (* 1953), Dokumentarfilmer
- Gudrun Petersdorff (* 1955), Malerin und Grafikerin
- Paul-Friedrich Leopold (* 1956), Politiker (CDU), MdL Mecklenburg-Vorpommern
- Astrid Eichler (* 1958), evangelische Theologin, Pfarrerin, Referentin und Autorin
- Gudrun Gärtner (* 1958), Volleyballspielerin
- Hans-Georg Beyer (* 1959), Informatiker und Hochschullehrer
- Peter Klitta (* 1963), Maler
- Maika Friemann-Jennert (* 1964), Politikerin (CDU), MdL
- Johann-Georg Jaeger (* 1965), Politiker (Bündnis 90/Die Grünen)
- Uwe Lüdtke (* 1965), Fußballspieler
- Mario Naster (* 1965), Eishockeyspieler
- Andreas Zülow (* 1965), Boxer
- Birgit Jerschabek (* 1969), Langstreckenläuferin
- Angela Marquardt (* 1971), Politikerin (PDS, SPD), MdB
- Bastian Reinhardt (* 1975), Fußballspieler
- Thomas Meyer (* 1979), Politiker (Die Linke)
- Daniela Schulz (* 1982), Schauspielerin
- Ole Krüger (* 1983), Politiker (Bündnis 90/Die Grünen)
- Stefan Sternberg (* 1984), Politiker (SPD), Bürgermeister, Landrat
- Richard Erben (* 1987), Schauspieler
- Isabella Krieger (* 1994), Schauspielerin
- Tom Hinzmann (* 1996), Politiker (SPD)

### Personen, die in Ludwigslust gewirkt haben
- Alexander Petrowitsch Apsit (1880–1943), lettischer Künstler
- Johann Georg Barca (1781–1826), Hofbaumeister
- Herbert Bartholomäus (1910–1973), Gebrauchsgrafiker und Maler
- Friedrich Ludwig Benda (1752–1792), Komponist, Violinist, Pianist
- Albrecht von Bodecker (1932), Graphiker
- Johann Joachim Busch (1720–1802), Architekt
- Helene von Bülow (1816–1890), Begründerin und erste Oberin des Diakonissenmutterhauses Stift Bethlehem
- Eligio Celestino (1739–1812), Konzertmeister und Leiter der Hofkapelle
- Johann Dietrich Findorff (1722–1772), Hofmaler und Grafiker
- Franz Xaver Hammer (1741–1817), Gambist, Violoncellist und Komponist der Hofkapelle
- Carl Hinstorff (1811–1882), Verleger, betrieb von 1835 bis 1849 in Ludwigslust eine Druckerei
- Theodor Kliefoth (1810–1895), Theologe und Kirchenreformer
- Johannes Krabbe (1839–1901), Stiftsgeistlicher und Autor
- Friedrich Lenthe (1774–1851), Hofmaler
- Louis Massonneau (1766–1848), Konzertmeister
- Friedrich von Rauch (1855–1935), Oberstleutnant und 1897/98 Kommandeur des Ludwigsluster 1. Großherzoglich Mecklenburgischen Dragoner-Regiments Nr. 17, später General der Kavallerie
- Felicitas Agnesia Ritz (1757–1835), Sängerin (Sopran)
- Antonio Rosetti (1750–1792), Komponist und Leiter der Hofkapelle
- Hermann Schepler (1911–1993), Maler und Grafiker
- Christian Ludwig Seehas (1753–1802), Hofmaler
- Carl Wilhelm Sellin (1793–1850), Leiter Lehrerseminar und Stadtpfarrer
- Johannes Matthias Sperger (1750–1812), Komponist und Kontrabassist der Hofkapelle
- Johann Heinrich Suhrlandt (1742–1827), Hofmaler
- Rudolf Tarnow (1867–1933), niederdeutscher Dichter
- August Lehr (1871–1921), Radrennfahrer
- Bruno Theek (1891–1990), Stadtpfarrer in Ludwigslust, 1945 kommissarischer Bürgermeister
- Carl August Friedrich Westenholz (1736–1789), Konzertmeister und Direktor der Hofkapelle sowie später Hofkapellmeister
- Sophia Maria Westenholz (1759–1838), Hofsängerin und Mitglied der Hofkapelle
- Leontine von Winterfeld-Platen (1883–1960), Schriftstellerin
- Johann Wilhelm Matthias Wöhler (1781–1873), Hofsänger und Organist an der Hofkirche